# Медведев, Дмитрий Анатольевич
Дми́трий Анато́льевич Медве́дев (род. 14 сентября 1965, Ленинград, СССР) — российский государственный и политический деятель. Первый заместитель председателя Военно-промышленной комиссии Российской Федерации с 26 декабря 2022 года. Заместитель председателя Совета Безопасности Российской Федерации с 16 января 2020 года. Председатель партии «Единая Россия» с 26 мая 2012 года. Президент Российской Федерации (7 мая 2008 — 7 мая 2012). Председатель Правительства Российской Федерации (8 мая 2012 — 15 января 2020).
Кандидат юридических наук (1990). В 2000—2001, 2002—2008 годы — председатель совета директоров ОАО «Газпром». C 14 ноября 2005 года по 7 мая 2008 года — первый заместитель председателя Правительства Российской Федерации, куратор приоритетных национальных проектов.
10 декабря 2007 года руководители партий «Единая Россия», «Справедливая Россия», «Гражданская сила», «Аграрная партия России» предложили кандидатуру Медведева на президентские выборы 2008 года, в тот же день она была поддержана Владимиром Путиным. 2 марта 2008 года Медведев был избран президентом России. 7 мая 2008 года вступил в должность президента Российской Федерации, став самым молодым президентом в истории современной России (42 года и 7 месяцев).
Являясь одним из ближайших сподвижников Владимира Путина, сформировавшим вместе с ним тандем, Медведев считался более либеральным, чем его предшественник, ставил в качестве своей главной задачи на посту президента широкомасштабную программу модернизации, направленную на обновление российской экономики и общества, ослабление зависимости страны от нефти и газа, преодоление последствий мирового экономического кризиса. Он являлся инициатором реформы правоохранительных органов, а также начал кампанию по борьбе с коррупцией в России. При поддержке правительства РФ в ряде регионов были созданы территории опережающего развития (ТОСЭР) с целью развития субъектов и привлечения инвестиций. Во время пребывания Медведева у власти с США был подписан новый договор СНВ-III, в то же время успешно велась война с Грузией.
В период президентства Медведева были приняты поправки к Конституции России, увеличившие срок полномочий президента с 4 до 6 лет и позволившие впоследствии Владимиру Путину занимать пост главы государства ещё 12 лет.
24 сентября 2011 года возглавил предвыборный список «Единой России» на выборах в Государственную думу и предложил поддержать Владимира Путина на выборах президента России в 2012 году. 8 мая 2012 года Медведев стал Председателем Правительства Российской Федерации. 15 января 2020 года правительство Медведева ушло в отставку. 16 января Медведев занял новую должность заместителя председателя Совета Безопасности Российской Федерации.
После начала вторжения России на Украину Медведев начал выступать с крайне воинственной риторикой (высказывания публикует главным образом в своём Telegram-канале) и стал одним из главных спикеров «партии войны» в российском руководстве. В частности, Медведев заявлял, что задачей России в войне с Украиной является необходимость «остановить верховного властелина Ада».
В связи с российским вторжением на Украину в 2022 году находится под персональными санкциями Евросоюза, США, Великобритании, Канады, Новой Зеландии и Японии.

## Биография

### Происхождение
Отец — Анатолий Афанасьевич Медведев (19 ноября 1926—2004), профессор Ленинградского технологического института имени Ленсовета (ныне Санкт-Петербургский государственный технологический институт). Потомок крестьян Курской губернии, член ВКП(б) с 1952 года. Дед Афанасий Фёдорович Медведев (родился в 1904 году в д. Мансурово Щигровского уезда Курской губернии, умер 20 мая 1994 года) был партийным работником с 1933 года. Участник Великой Отечественной войны, капитан. В 1944 году приказом № 231 от 30.12.1944 по 49-й учеб. стр. дивизии капитан Медведев А. Ф. награждён медалью «За оборону Кавказа». С 1946 по 1951 год работал первым секретарём райкома партии Павловского района (Краснодарский край), с 1955 по 1958 год был секретарём Кореновского райкома КПСС в городе Кореновск, далее работал инструктором в Краснодарском крайкоме. В 1985 году награждён орденом Отечественной войны 2-й степени. Бабушка Надежда Васильевна Медведева была домохозяйкой, воспитывала детей: Светлану и Анатолия, умерла 24 мая 1990 года.
Мать — Юлия Вениаминовна (род. 21 ноября 1939 года), дочь Вениамина Сергеевича Шапошникова и Меланьи Васильевны Ковалёвой; филолог, преподавала в Педагогическом институте имени А. И. Герцена, позже работала экскурсоводом в Павловске. Её предки — Сергей Иванович и Екатерина Никитична Шапошниковы, Василий Александрович и Анфия Филипповна Ковалёвы — происходят из Алексеевки Белгородской области.

### Детство и юность
Родился 14 сентября 1965 года в Ленинграде. Единственный ребёнок в семье, которая жила в районе Купчино, «спальном районе» Ленинграда (улица Белы Куна, дом 6).
Дмитрий Медведев поддерживает связь со своей бывшей школой № 305. Учительница Вера Смирнова вспоминала:
«Он очень старался, всё время посвящал учёбе. Его редко можно было застать на улице с ребятами. Он походил на маленького старичка». Когда Дмитрий Медведев поступил в университет, он познакомился с Николаем Кропачевым (сейчас является ректором СПбГУ), который охарактеризовал его так:
«Хороший, крепкий студент. Занимался спортом, тяжёлой атлетикой. Даже что-то выиграл для факультета. Но по основному курсу был таким же, как все. Старательный только очень».
Первый заместитель председателя Государственной думы Олег Морозов высказался о нём как о «молодом, энергичном, лучше не бывает».
Окончил юридический факультет Ленинградского государственного университета имени А. А. Жданова в 1987 году и аспирантуру ЛГУ в 1990 году. С юности увлекается хард-роком, в числе любимых групп упоминает «Deep Purple», «Black Sabbath» и «Led Zeppelin»; коллекционирует записи этих и других коллективов (в частности, собрал полную коллекцию записей группы «Deep Purple»). Слушает также русские рок-группы, в частности, «Чайф». В студенческие годы увлекался фотографией, занимался тяжёлой атлетикой, выиграл в своей весовой категории соревнования в университете по тяжёлой атлетике. Член ВЛКСМ с 1979 года.
В университете Д. А. Медведев вступил в партию, оставался членом КПСС до августа 1991 года.
В беседе со студентами Тихоокеанского университета Д. А. Медведев рассказал, что до начала юридической практики работал дворником и зарабатывал 120 рублей в месяц, а также 50 рублей повышенной стипендии.
Дмитрий Медведев не служил в СА (его возрастную когорту в ЛГУ, в отличие от ряда других вузов и нескольких младших поколений того же ЛГУ, разворачивавшийся процесс массовой отмены отсрочек студентам не затронул). Прошёл 1,5-месячные военные сборы в Хухоямяки (Карелия). Во время учёбы в университете находился в студенческом отряде, занимавшемся охраной и сопровождением грузов на железной дороге (в военизированной охране Министерства путей сообщения СССР).

### Преподавательская и научная деятельность
С 1988 года преподавал гражданское и римское право на юридическом факультете ЛГУ, затем — СПбГУ. Тема кандидатской диссертации — «Проблемы реализации гражданской правосубъектности государственного предприятия», кандидат юридических наук (Л., 1990). Один из авторов трёхтомного учебника «Гражданское право» под редакцией А. П. Сергеева и Ю. К. Толстого, написал для него 4 главы (по государственным и муниципальным предприятиям, кредитным и расчётным обязательствам, транспортному праву, алиментным обязательствам). Издание было удостоено премии как лучший учебник Ассоциацией юридических вузов России. Прекратил преподавание в 1999 году в связи с переездом в Москву.
С сентября 2006 года возглавляет Международный попечительский совет Московской школы управления «Сколково».

### Карьера в Санкт-Петербурге
С 1990 по 1997 годы — на преподавательской работе в Санкт-Петербургском государственном университете. Одновременно в 1990—1995 годах — советник председателя Ленинградского городского совета народных депутатов Анатолия Собчака, затем эксперт Комитета по внешним связям мэрии Санкт-Петербурга, председателем которого являлся Владимир Путин. В Смольном Медведев занимался разработкой и оформлением сделок, договоров и различных инвестиционных проектов. Прошёл стажировку в Швеции по вопросам местного самоуправления. Президент института национальной стратегии Станислав Белковский характеризует Дмитрия Медведева как податливого, мягкого, психологически зависимого — всегда абсолютно психологически комфортного для Владимира Путина. По мнению других людей, Медведев «вовсе не мягкий, а очень даже властный».
По данным политолога Алексея Мухина, Медведев внёс большой вклад в защиту Владимира Путина от обвинений по итогам расследования деятельности Комитета мэрии по внешним связям в 1992 году, грозившего Путину потерей должности.
В 1993 году — соучредитель ЗАО «Финцелл», обладатель 50 % пакета акций. В 1993—1998 годах — соучредитель и директор корпорации «Илим Палп Интерпрайз» по юридическим вопросам, обладатель 20 % пакета акций. В 1998 году стал представителем «Илима» в Совете директоров ОАО «Братский лесопромышленный комплекс». В 1994 году был соучредителем ЗАО «Консультационная фирма „Балфорт“».
По данным ряда СМИ, в период с 1990 по 1995 работал юристом в петербургской акционерной страховой компании «Русь», которую возглавлял Владислав Резник.
В 1996 году после поражения Анатолия Собчака на выборах прекратил работу в Смольном.

### Карьера в Москве
В ноябре 1999 года был назначен заместителем руководителя аппарата правительства Российской Федерации Дмитрия Козака; на работу в Москву его пригласил назначенный председателем правительства Российской Федерации Владимир Путин.
В 1999 и 2000 годах, после ухода Бориса Ельцина с поста президента, — заместитель руководителя Администрации Президента Российской Федерации; возглавлял предвыборный штаб Владимира Путина в принадлежавшем ранее Александру Смоленскому «Александр-хаусе», где тогда находился Центр стратегических разработок Германа Грефа. Указом от 17 января 2000 года № 59, подписанным Путиным В. В. как исполняющим обязанности Президента РФ, Медведеву был присвоен высший классный чин государственной гражданской службы — действительный государственный советник Российской Федерации 1 класса. В июне 2000 года, после победы Владимира Путина на президентских выборах, Медведев стал первым заместителем руководителя Администрации президента. По утверждению политического эксперта Станислава Белковского, руководитель администрации президента Александр Волошин и Роман Абрамович в тот период сами предложили кандидатуру Медведева. После ухода Волошина в отставку в октябре 2003 года Медведев занял его место.
В 2000 и 2001 годах — председатель Совета директоров ОАО «Газпром», в 2001 году — заместитель председателя Совета директоров ОАО «Газпром», с июня 2002 по май 2008 года — председатель Совета директоров ОАО «Газпром».
В апреле 2003 года был избран в президиум «Российской партии жизни» наряду с Сергеем Мироновым, Людмилой Нарусовой, Михаилом Горбачёвым и Владимиром Лукиным.
С октября 2003 года по ноябрь 2005 года — руководитель Администрации президента России. 12 ноября 2003 года Медведев был назначен членом Совета безопасности Российской Федерации, в апреле 2004 года получил статус постоянного члена Совета Безопасности России.
С 21 октября 2005 года по 10 июля 2008 года — первый заместитель председателя Совета при президенте России по реализации приоритетных национальных проектов и демографической политике, фактически начал курировать приоритетные национальные проекты.
14 ноября 2005 года был назначен первым заместителем председателя правительства Российской Федерации (переназначался на эту должность 24 сентября 2007 года).
С 13 июля 2006 года по 10 июля 2008 года — председатель президиума Совета по реализации приоритетных национальных проектов.

## Участие в выборах президента России
- 14 ноября 2005 года с назначением Дмитрия Медведева на восстановленный пост первого заместителя председателя Правительства, курирующего нацпроекты[58][59] (помощником Медведева и директором департамента нацпроектов был назначен сын Юрия Ковальчука Борис Ковальчук[60]), де-факто началась его предвыборная кампания по центральным каналам телевидения. В том же году зарегистрирован его предвыборный сайт.
- В феврале 2006 года российская пресса упоминала его как фаворита (в глазах президента Владимира Путина) неформальной президентской кампании[61].
- В январе 2007 года Дмитрий Медведев являлся главным потенциальным кандидатом в президенты России[62]. По данным Аналитического центра Юрия Левады, за Медведева в первом туре президентских выборов были готовы проголосовать 33 % избирателей, во втором туре — 54 % избирателей[63].
- В мае 2007 года Дмитрий Медведев уступает свои позиции ещё одному кандидату от власти Сергею Иванову. Согласно опросам Левада-центра, за Медведева в первом туре готовы были проголосовать 18 % опрошенных, тогда как за Иванова — 19 %. Если же Иванов и Медведев вдвоём вышли бы во второй тур, то, по данным опроса, предпочтительнее выглядят шансы Иванова (55 % за него)[64].
- C 18 октября 2007 года, когда Председатель Правительства Российской Федерации Виктор Зубков отменил практику трансляции заседаний правительства для журналистов, началась активная фаза предвыборной кампании Медведева[65].

- 10 декабря 2007 года Владимир Путин поддержал кандидатуру Дмитрия Медведева на пост президента Российской Федерации[64]. «Что касается кандидатуры Дмитрия Анатольевича Медведева, я знаком более 17 лет очень близко с ним, и целиком и полностью поддерживаю эту кандидатуру», — прокомментировал президент Путин[66]. Партии «Единая Россия», «Справедливая Россия», Аграрная партия и «Гражданская сила» предложили Дмитрия Медведева в качестве единого от своих партий кандидата в президенты России[67]. Вместе с тем, по действующему законодательству, кандидат в президенты может быть официально выдвинут только от одной политической партии.
- 11 декабря 2007 года Дмитрий Медведев в заявлении, показанном по государственному телевидению, сказал: «обращаюсь к нему [Путину] с просьбой дать принципиальное согласие возглавить правительство России после избрания нового президента нашей страны»[68].
- 17 декабря 2007 года Дмитрий Медведев выдвинут кандидатом на должность президента России на съезде партии «Единая Россия»[69]. В ходе тайного голосования за Медведева проголосовали 478 делегатов, против — 1 делегат.
- 20 декабря 2007 года Дмитрий Медведев уведомил о выдвижении Центральную избирательную комиссию России.
- 28 января 2008 года Дмитрий Медведев заявил об отказе участвовать в предвыборных дебатах[70].
- 2 марта 2008 года Медведев одерживает победу на президентских выборах, набрав 70,28 % голосов избирателей.

Выдвижение Медведева в качестве кандидата поддержали официальные представители ряда религиозных организаций: Русская православная церковь, Духовное управление мусульман европейской части России, Конгресс еврейских религиозных общин и организаций России.
Дмитрий Медведев сбросил вес, для этого в его кабинете была установлена беговая дорожка.
Старший научный сотрудник Института международной экономики им. Петерсона (The Peter G. Peterson Institute for International Economics) Андерс Ослунд (Anders Åslund) утверждал, что в свете обострившейся в конце 2007 года межклановой борьбы в Кремле назначение Дмитрия Медведева единственным кандидатом от Кремля отнюдь не предрешено. Он также расценивал сложившуюся после выдвижения Медведева кандидатом ситуацию как «классическую ситуацию накануне переворота».

## Президентство

### Избрание и вступление в должность
10 декабря 2007 года выдвинут кандидатом в президенты Российской Федерации от партии «Единая Россия». Кандидатуру Медведева в этот же день поддержали партии «Справедливая Россия», Аграрная партия России и партия «Гражданская сила». Такое решение было принято на встрече в Кремле президента Владимира Путина, самого Медведева, а также председателя Государственной думы Бориса Грызлова, председателя Совета Федерации Сергея Миронова и глав Аграрной партии Владимира Плотникова и партии «Гражданская сила» Михаила Барщевского. Владимир Путин одобрил кандидатуру Медведева, его официальное выдвижение как кандидата состоялось 17 декабря 2007 года. Своё выдвижение Медведев предварительно обсуждал с президентом Путиным.
20 декабря 2007 года во время подачи документов в Центральную избирательную комиссию Российской Федерации сообщил, что покинет пост председателя Совета директоров ОАО «Газпром», если будет избран президентом России, в соответствии с законодательством.
Избирательный штаб Дмитрия Медведева возглавил руководитель Администрации президента Сергей Собянин, ушедший в отпуск на время работы в нём.
Основными темами и лозунгами кампании стали:
- повышение уровня и качества жизни населения, продолжение работы над приоритетными национальными проектами;[источник не указан 928 дней]
- закладывание в основу государственной политики принципа «свобода лучше, чем несвобода»…(выступление на V Красноярском экономическом форуме «Россия 2008—2020. Управление ростом» 15 февраля 2008)[77];
- «…главное для нашей страны — это продолжение спокойного и стабильного развития. Необходимы просто десятилетия стабильного развития. То, чего наша страна была лишена в двадцатом столетии, — десятилетия нормальной жизни и целенаправленной работы» (выступление на II Общероссийском гражданском форуме 22 января 2008);
- следование идеям Концепции-2020 — развитие институтов, инфраструктуры, инноваций, инвестиций, а также сотрудничество и помощь бизнесу;
- возвращение России статуса мировой державы и её дальнейшее развитие, интеграция в мировые отношения, собственная позиция по всем ключевым международным вопросам, повсеместное отстаивание российских интересов.[источник не указан 928 дней]

2 марта 2008 года избран на пост президента Российской Федерации. Оставаясь членом Правительства, являлся избранным Президентом Российской Федерации вплоть до официального вступления в должность президента Российской Федерации на инаугурации.
3 марта 2008 года президент Владимир Путин подписал указ № 295 «О статусе вновь избранного и не вступившего в должность Президента Российской Федерации». В соответствии с Конституцией вступление Д. А. Медведева в должность президента Российской Федерации произошло через 2 месяца после официального подведения итогов выборов 2008 года и через 4 года после официального вступления в должность Владимира Путина в 2004 году — 7 мая 2008 года (в 12 часов 09 минут по московскому времени).
В своей инаугурационной речи заявил, что приоритетной задачей на новой должности считает «дальнейшее развитие гражданских и экономических свобод, создание новых гражданских возможностей». Подтвердил этот курс подписанием своих первых указов, которые напрямую касаются социальной сферы. В частности, первым документом стал федеральный закон, предусматривающий обеспечение жильём за счёт средств федерального бюджета всех нуждающихся в улучшении жилищных условий ветеранов Великой Отечественной войны до мая 2010 года. Следующим указом «О мерах по развитию жилищного строительства» в рамках модернизации соответствующей инфраструктуры предусмотрено создание Федерального фонда содействия развитию жилищного строительства. Его основной целью будет содействие развитию преимущественно индивидуального жилого строительства: оно рассматривается как переходное звено в процессе формирования рынка доступного жилья и будущего использования земельных участков, находящихся в федеральной собственности, в качестве площадей для последующей застройки объектами частной собственности. Кроме того, в целях содействия системной модернизации высшего профессионального образования на основе интеграции науки, образования и производства, подготовки квалифицированных кадров для обеспечения долгосрочных потребностей инновационной экономики Указом «О федеральных университетах» планируется продолжить формирование сети федеральных вузов, обеспечивающих высокий уровень образовательного процесса, исследовательских и технологических разработок. В рамках указа президент поручил Правительству рассмотреть вопрос о создании Дальневосточного федерального университета, наряду с уже созданными Сибирским и Южным федеральными университетами. 27 мая 2008 года Дмитрий Медведев сложил с себя полномочия председателя Совета директоров ОАО «Газпром», ровно через месяц его преемником на этом посту станет Виктор Зубков, который также стал преемником Медведева на посту первого вице-премьера.
3 июля 2008 года Д. А. Медведевым была принята новая «Концепция государственной политики Российской Федерации в отношении российского казачества», целью которой является развитие государственной политики Российской Федерации по возрождению российского казачества, обобщение принципов государственной политики Российской Федерации в отношении российского казачества и задач российского казачества в области государственной службы, взаимодействия казачества и казачьих общин с органами государственной и муниципальной власти. Согласно этой концепции, «казаки активно содействуют решению вопросов местного значения, исходя из интересов населения и учитывая исторические и местные традиции». Целями государственной политики в области казачества являются становление и развитие государственной и иной службы российского казачества, возрождение и развитие духовно-культурных основ российского казачества, для чего, как сообщалось, будут созданы и создаются финансовые, правовые, методические, информационные и организационные механизмы и все необходимые условия.
10 сентября 2009 года опубликовал в интернете статью «Россия, вперёд!», где изложил свои взгляды на будущее России и наметил приоритетные направления технологической модернизации.
24 сентября 2011 года на XII Съезде партии «Единая Россия» Дмитрий Медведев предложил съезду поддержать кандидатуру Владимира Путина на президентских выборах в 2012 году и объявил о готовности стать премьер-министром России.

### Инновационная деятельность. Сколково
В ежегодном послании президента России Федеральному собранию от 12 ноября 2009 года Д. А. Медведев заявил: «… надо завершить разработку предложений по созданию в России мощного центра исследований и разработок, который был бы сфокусирован на поддержку всех приоритетных направлений, именно всех направлений. Речь идёт о создании современного технологического центра, если хотите, по примеру Силиконовой долины и других подобных зарубежных центров».
31 декабря 2009 года Д. А. Медведев издал распоряжение № 889-рп «О рабочей группе по разработке проекта создания территориально обособленного комплекса для развития исследований и разработок и коммерциализации их результатов».
Руководителем рабочей группы в начале года был назначен первый замруководителя администрации президента, зампредседателя комиссии по модернизации Владислав Сурков.
18 марта 2010 года на встрече со студентами-победителями Олимпиад Д. А. Медведев объявил о планах создать в Сколкове на основе Московской бизнес-школы управления «Сколково» ультрасовременный научно-технологический комплекс по разработке и коммерциализации новых технологий.
23 марта Д. А. Медведев в ходе проходившего в Ханты-Мансийске заседания президентской комиссии по модернизации объявил, что инновационный центр в Сколкове с российской стороны возглавит глава группы компаний «Ренова» Виктор Вексельберг.
Федеральный закон Российской Федерации № 244-ФЗ «Об инновационном центре „Сколково“» был подписан президентом Медведевым 28 сентября 2010 года. По замыслу президента Медведева проект «Сколково» направлен на создание благоприятной среды для концентрации международного интеллектуального капитала, способного генерировать инновации.
Медведев возглавил попечительский совет фонда, объяснив это необходимостью популяризации идей Сколково в России и за рубежом: «Надо, чтобы „Сколково“ стало не только хорошим брендом, но и идеологией, которая пронизывает жизнь нашего общества».
Президент сообщил, что лично занимается продвижением проекта за рубежом, разговаривая о нём с иностранными лидерами.
Позже, 18 мая 2011 года, Дмитрий Медведев провёл пресс-конференцию на территории Московской школы управления «Сколково». Выбор места встречи с журналистами президент объяснил необходимостью модернизации страны: «Но мне особенно приятно говорить об этом здесь, в Сколкове, потому что это… особая площадка, имеющая знаковое, серьёзное значение, потому как именно здесь развиваются новые технологии, именно здесь был создан Сколковский университет, Сколковская школа, здесь будет инновационный центр…Сколково будет именно таким важнейшим звеном модернизации, важнейшим, но, конечно, не единственным».

### Пятидневная война
В ночь с 7 на 8 августа 2008 года грузинские войска начали интенсивный артиллерийский обстрел столицы Южной Осетии Цхинвала и прилегающих районов; через несколько часов последовал штурм города силами грузинской бронетехники и пехоты. В результате атаки было убито более десяти военнослужащих российских миротворческих сил, несколько десятков — ранено, также погиб наводчик югоосетинской артиллерии. Официальным поводом для атаки на Цхинвал, по заявлениям грузинской стороны, послужило нарушение режима прекращения огня со стороны Южной Осетии, которая, в свою очередь, утверждает, что первой огонь открыла Грузия. Согласно ряду сообщений в нескольких российских газетах, а также утверждениям грузинской разведки, обнародованным спустя месяц, в сентябре 2008 года, отдельные подразделения российской 58-й армии перебрасывались в Южную Осетию начиная с раннего утра 7 августа 2008 года. Однако согласно российским данным, а также сообщениям ряда западных СМИ и политиков, утверждения грузинской стороны о ранней переброске российских войск не подтверждались. Вечером того же дня грузинская и югоосетинская стороны конфликта обвинили друг друга в нарушении условий перемирия. Утром 8 августа президент Грузии Михаил Саакашвили в телеобращении заявил об «освобождении» силовыми структурами Грузии Цинагарского и Знаурского районов, сёл Дмениси, Громи и Хетагурово, а также большей части Цхинвали; он обвинил Россию в бомбардировке территории Грузии, назвав это «классической международной агрессией»; в Грузии была объявлена всеобщая мобилизация. В тот же день президент Южной Осетии Эдуард Кокойты заявил о многочисленных жертвах среди мирных жителей Южной Осетии и обвинил президента Грузии Михаила Саакашвили в геноциде осетинского народа.
 В ходе военного конфликта обе стороны обвиняли друг друга в различных преступлениях. 8 августа 2008 года президент Медведев заявил: 
«Сегодня ночью в Южной Осетии грузинские войска, по сути, совершили акт агрессии против российских миротворцев и мирных жителей. <…> Мы не допустим безнаказанной гибели наших соотечественников. Виновные понесут заслуженное наказание».
Позднее Медведев говорил:
«В конечном счёте, до какой-то поры у нас ещё оставались надежды на то, что это всё-таки некая провокация, которая не будет доведена до конца. Но в тот момент, когда реально заработали ракетные орудия, начали стрелять танки, и мне было доложено о гибели наших граждан, в том числе миротворцев, я ни минуты не колебался и отдал приказ на поражение и ответные действия».
В последующие годы ряд международных расследований не подтвердил большинство обвинений против Грузии; напротив, Международный уголовный суд потребовал ареста трёх чиновников администрации Южной Осетии.
9 августа Дмитрий Медведев начал совещание с министром обороны Анатолием Сердюковым и начальником Генерального штаба Вооружённых сил Н. Макаровым словами: «Наши миротворцы и приданные им части в настоящий момент осуществляют операцию по понуждению грузинской стороны к миру». Никакой информации об официальном документе (указе или приказе Верховного главнокомандующего), на основании которого начала действия 58-я армия и другие подразделения, обнародовано не было. Согласно заявлению заместителя начальника Генерального штаба Вооружённых Сил Российской Федерации генерал-полковника А. Ноговицына от 9 августа 2008 года, Россия не находилась в тот момент в состоянии войны с Грузией: «Все подразделения 58-й армии, прибывшие в Цхинвали, направлены сюда на оказание помощи российскому миротворческому батальону, понесшему большие потери в результате обстрелов его позиций частями грузинской армии».
12 августа Медведев объявил, что принял решение завершить операцию по «принуждению грузинских властей к миру». В тот же день Медведев провёл переговоры с президентом Франции Николя Саркози, завершившиеся принятием плана урегулирования войны в Грузии (План Медведева — Саркози). Медведев охарактеризовал действия грузинской армии в зоне конфликта как геноцид и этнические чистки, а также заявил, что, несмотря на заявления Саакашвили о полном прекращении огня, в реальности «никакого прекращения огня с грузинской стороны не было», и продолжал вестись обстрел миротворцев. Характеризуя эти действия, он сравнил руководство Грузии с «отморозками, которые почувствовали запах крови».
Военные действия России на территории сопредельного государства вызвали негативную оценку и критику большинства западных государств.
14 августа, по окончании активных боевых действий в Грузии, Медведев официально встретился в Кремле с президентом Республики Абхазия Сергеем Багапшем и президентом Республики Южная Осетия Эдуардом Кокойты. В ходе встречи Кокойты и Багапш подписали шесть принципов урегулирования грузино-югоосетинского и грузино-абхазского конфликтов, ранее разработанных Медведевым и Саркози; президентам непризнанных республик было сообщено, что Россия поддержит любое решение о статусе Южной Осетии и Абхазии, которое примут народы этих республик.
Согласно данным опроса ФОМ, проведённого 23—24 августа 2008 года, по мнению 80 % опрошенных россиян в различных регионах страны, «современную Россию можно назвать великой державой»; 69 % считали, что внешняя политика России «весьма эффективна»; подавляющее большинство участников опроса — 82 % — заявили, что «Россия должна стремиться к тому, чтобы стать самой влиятельной страной в мире». Анализируя данные опроса ФОМ, Financial Times от 23 сентября 2008 года писала: «Российское общество, в массе своей поддержавшее войну, стало бастионом жёсткой политики».

### Социально-экономическая политика
В мае 2008 года Д. А. Медведев подписал указ «О неотложных мерах по ликвидации административных ограничений при осуществлении предпринимательской деятельности», в котором правительству поручалось разработать и внести в Госдуму проекты федеральных законов, предусматривающих, в частности:
- преимущественно уведомительный порядок начала предпринимательской деятельности, сокращение количества разрешительных документов, необходимых для её осуществления, замену (в основном) обязательной сертификации декларированием производителем качества выпускаемой продукции;
- замену лицензирования отдельных видов деятельности обязательным страхованием ответственности или предоставлением финансовых гарантий.

16 декабря 2008 года Д. А. Медведев подписал указ «О реорганизации федерального государственного унитарного предприятия „Центр эксплуатации объектов наземной космической инфраструктуры“ в форме присоединения КБ „Мотор“, КБОМ, КБТМ, КБТХМ, НПФ „Космотранс“, ОКБ „Вымпел“, ФКЦ «Байконур»». Реорганизация осуществлена в целях сохранения, развития и оптимизации использования интеллектуальных, производственных и финансовых ресурсов российской ракетно-космической промышленности для реализации федеральной программы создания космических и наземных систем.

#### Сельское хозяйство
На посту Президента Д. А. Медведев продолжил политику В. В. Путина в области сельского хозяйства.
5 июня 2009 года Медведев назвал производство зерна одним из приоритетов: «При внедрении интенсивных способов земледелия, соблюдении технологии возделывания зерна и повышения средней урожайности пшеницы до 24 центнеров с гектара (достигнутой нами в 2008 году) можно получать 112—115 миллионов тонн зерна в год. А с введением дополнительных посевных площадей — 133—136 миллионов тонн».
В апреле 2010 года газета «Le Figaro» писала, что производство пшеницы в России может впервые в истории превысить её урожай в США По мнению газеты, такой показатель является результатом новой российской сельскохозяйственной стратегии.
Управляющий Amundi Funds Global Agriculture Николя Фрагно прогнозировал, что в 2010 году Россия могла бы стать третьим крупнейшим экспортёром зерна и вплотную приблизиться по этому показателю к Евросоюзу.

#### Финансовый кризис 2008 года и внутриполитическая ситуация в России
Мировой финансовый кризис отразился на развитии российской экономики. Публичное требование Медведева 31 июля 2008 года «перестать кошмарить бизнес» было расценено некоторыми наблюдателями как находящееся в «прямом противоречии» с прозвучавшими несколькими днями ранее (24 июля) резкими заявлениями премьер-министра Владимира Путина в адрес руководства компании «Мечел».
The Financial Times от 18 сентября 2008 года в своём материале, посвящённом анализу российской экономики, усматривала первостепенную причину краха российского фондового рынка, кризиса ликвидности и оттока капитала в августе — сентябре 2008 года во внутренних проблемах страны: «<…> российский финансовый сектор сильнее всего пострадал от кредитного кризиса в США. Для московских фондовых бирж и банков международное положение усугубило существовавшую кризисную ситуацию, объяснявшуюся в основном внутренними факторами, то есть августовской российско-грузинской войной.»
19 сентября 2008 года международное рейтинговое агентство Standard & Poor's пересмотрело прогноз по суверенным кредитным рейтингам Российской Федерации с «Позитивного» на «Стабильный»; долгосрочные кредитные рейтинги по обязательствам в иностранной валюте (ВВВ+) и по обязательствам в национальной валюте (А-), а также краткосрочные суверенные кредитные рейтинги (А-2) были подтверждены.
1 октября глава Правительства России В. Путин возложил всю ответственность за финансовый кризис на правительство и «систему» США, сказав:
«Всё, что сегодня происходит в сфере экономики, финансов, началось, как известно, в США. Весь этот кризис, с которым столкнулись многие экономики и, что самое печальное, неспособность принять адекватные решения — это уже не безответственность конкретных лиц, а безответственность системы. Системы, которая, как известно, претендовала на лидерство. Но мы видим, что она не только не способна обеспечить лидерство, но даже не способна принять адекватные, абсолютно необходимые решения для преодоления кризисных явлений.»
На том же заседании Правительства было объявлено о принятии решения о резком увеличении налоговой нагрузки на фонды оплаты труда предприятий: с 2010 года единый социальный налог (ЕСН) со ставкой 26 % должен быть заменён тремя страховыми взносами общим размером 34 % от фонда зарплаты. Решение об отмене ЕСН вызвало негативную реакцию российского бизнеса; «Деловая Россия» 2 октября 2008 года адресовала Путину предложение объявить мораторий на любые налоговые новации до окончания финансового кризиса на мировых рынках. Директор департамента стратегического анализа ФБК Игорь Николаев отметил, что повышение эффективной ставки с 20—22 % примерно до 30 % — «очень много»: «Это очень плохое решение, проблемы на фондовом рынке и в экономике в целом дополняются мощным дестимулированием. Мы не только уменьшим темпы экономического роста, но вообще обнулим их уже в следующем году. Если было бы можно выбрать самый неудачный момент для увеличения налоговой нагрузки, то он выбран.»
6 октября 2008 года произошло падение индекса РТС: за день на 19,1 % — до 866,39 пункта; в Лондоне, где торги не останавливались, российские «голубые фишки» подешевели на 30—50 %).
7 октября 2008 года Д. А. Медведев после совещания с экономическим блоком правительства заявил, что государство предоставит российским банкам субординированный кредит на сумму до 950 млрд рублей сроком не менее, чем на пять лет. Новость вызвала временный рост на фондовом рынке. По оценке Всемирного банка, меры по укреплению финансовой системы России позволили «добиться стабилизации банковской системы в условиях крайнего дефицита ликвидности и предотвратить панику среди населения: чистый отток вкладов из банковской системы стабилизировался, начался рост валютных вкладов, удалось избежать банкротств среди крупных банков, и был возобновлён процесс консолидации банковского сектора».
В октябре 2008 года поддержки у правительства затребовали нефтегазовые гиганты (Лукойл, Роснефть, ТНК-ВР и Газпром) — для погашения задолженности по внешним заимствованиям.
8 октября 2008 года Президент Медведев, выступая на Конференции по мировой политике в Эвиане (Франция), изложил свои соображения о природе и уроках экономического кризиса: по его мнению, к кризису «привёл, прежде всего, экономический „эгоизм“ ряда стран». Предложил программу из 5 пунктов, первый из которых был: «в новых условиях нужно упорядочить и привести в систему как национальные, так и международные институты регулирования.» В тот же день сообщалось о том, что в российских компаниях начались сокращения — вопреки обещаниям чиновников и прогнозам аналитиков, а также об остановке конвейеров ГАЗа и уменьшении количества рабочих дней на КамАЗе.
В связи с принятием 10 октября Государственной думой ряда законопроектов и заявлением В. Путина, что в роли оператора размещения госсредств (включая средства Фонда национального благосостояния России) в российские акции и облигации выступит Банк развития (Внешэкономбанк), в котором он является Председателем Наблюдательного совета, Русский Newsweek от 13 октября 2008 года сообщал, что ВЭБ уже под обеспечение кредита забирает в залог акции российских предприятий, что создаёт «риск национализации» и передела собственности.
13 октября 2008 года Д. А. Медведев подписал указ, увеличивший гарантии по банковским вкладам физических лиц до 700 тыс. руб.
4 декабря 2008 года, после «прямой линии» Председателя Правительства, Путин заявил корреспонденту БиБиСи, что следующие президентские выборы состоятся в 2012 году, и что его сотрудничество с Медведевым является «эффективным тандемом»; вещательная корпорация расценила тот факт, что «прямая линия» проводилась премьер-министром Путиным (а не президентом Медведевым), как свидетельство того, что «Путин едва ли отказался от реальной власти со времени ухода с президентского поста». Путин же объяснил это тем, что он является председателем партии власти (имея в виду большинство партии «Единая Россия» в Государственной думе).
По данным Росстата, опубликованным в январе 2009 года, масштаб падения реальных располагаемых доходов населения в декабре почти удвоился в сравнении с ноябрем, достигнув 11,6 % (к декабрю предшествующего года), реальные зарплаты упали на 4,6 % (+7,2 % в ноябре), среднемесячные темпы прироста безработных в 4-м квартале достигли 23 % (к аналогичному периоду 2007 года) против 5,6 % в III квартале.
30 декабря 2009 года председатель Правительства России Владимир Путин заявил, что активная фаза российского экономического кризиса преодолена.
В марте 2010 года в докладе Всемирного банка отмечалось, что потери экономики России оказались меньше, чем это ожидалось в начале кризиса. По мнению Всемирного банка, отчасти это произошло благодаря масштабным антикризисным мерам, которые приняло правительство.

#### Протекционистские меры
12 января 2009 года, в соответствии с постановлением Правительства Российской Федерации «О внесении изменений в Таможенный тариф в отношении некоторых моторных транспортных средств», подписанным 5 декабря 2008 года Председателем Правительства В. В. Путиным, вступили в силу новые, повышенные таможенные пошлины на импортируемые в Россию грузовые и легковые автомобили иностранного производства. Решение правительства вызвало массовые акции протеста в городах Дальнего Востока, Сибири и других регионов в декабре 2008 года, которые продолжились в начале января 2009 года, уже преимущественно под политическими лозунгами.
28 января 2009 года в Давосе В. Путин в своём выступлении сказал, в частности: «Нельзя позволить себе скатиться к изоляционизму и безудержному экономическому эгоизму. На саммите „Большой двадцатки“ лидеры ведущих экономик мира договорились воздерживаться от возведения барьеров на пути мировой торговли и движения капиталов. Россия разделяет эти воззрения. И даже если в условиях кризиса определённое усиление протекционизма окажется неизбежным, что мы, к сожалению, и наблюдаем сегодня, то здесь всем нам нужно знать чувство меры.».

#### Рецессия. Внутренняя политика (2009 год)
Согласно данным, обнародованным в январе 2009 года Росстатом, в декабре 2008 года падение промышленного производства в России достигло 10,3 % по отношению к декабрю 2007 года (в ноябре — 8,7 %), что стало самым глубоким спадом производства за последнее десятилетие; в целом в 4-м квартале 2008 года падение промпроизводства составило 6,1 % по сравнению с аналогичным периодом 2007 года. По итогам января-октября 2009 г. индекс промышленного производства составил 86,7 % по сравнению с аналогичным периодом 2008 года (данные Минэкономики России). Некоторые признаки стабилизации промышленного производства не дают, однако, оснований для заметного улучшения к концу 2009 г., за исключением снижения инфляции по итогам года до уровня 8,8 % (данные Росстата). За десять месяцев 2009 г. ВВП снизился на 9,6 %.

### Послание Президента 2008 года. Закон о поправках к Конституции
Намечавшееся на 23 октября 2008 года оглашение ежегодного послания Президента России Федеральному собранию было перенесено на неопределённый срок; сообщалось, что Медведев намерен внести в него антикризисные правки. В тот же день СМИ сообщали, со ссылкой на мнение экспертов, что «мировой финансовый кризис уже начал отражаться на жизни граждан России».
В послании Федеральному собранию, зачитанном 5 ноября 2008 года в Георгиевском зале Большого Кремлёвского дворца (все прежние зачитывались в Мраморном зале Кремля), Медведев подверг критике США и предложил внести поправки к Конституции России (названные им «корректировкой Конституции»), которые продлевали бы полномочия президента и Госдумы до шести и пяти лет соответственно; новое предложение президента было «воспринято продолжительными овациями». Президент «предостерёг» тех, «кто надеется спровоцировать обострение политической обстановки»: «Мы не позволим разжигать социальную и межнациональную рознь, обманывать людей и вовлекать их в противоправные действия». По сведениям неназванного источника, близкого к администрации президента газеты «Ведомости» от 6 ноября, «план продления сроков полномочий был сформирован ещё в 2007 году под Путина» и предусматривал возвращение последнего в Кремль уже на более длительный срок; источник предположил, что при таком сценарии «Медведев может досрочно сложить с себя полномочия, мотивировав это изменением Конституции». Аналогичные мнения высказывали источники в правительстве журнала Русский Newsweek от 10 ноября. Пресс-секретарь председателя Правительства России Владимира Путина Дмитрий Песков сказал для газеты «Ведомости»: «Оснований для того, чтобы Путин вернулся на президентский пост уже в следующем году, я не вижу, потому что в 2009 г. будет продолжаться срок действующего президента». Вечером 7 ноября лидер партии «Единая Россия», Председатель Правительства Владимир Путин на встрече с руководством партии, в которой также приняли участие первый заместитель руководителя администрации Президента России Владимир Сурков и глава аппарата Правительства России Сергей Собянин, заявил: «Думаю, что „Единая Россия“ должна поддержать позицию Президента, и за счёт своего политического ресурса обеспечить прохождение Президентских предложений через федеральный парламент, а при необходимости и через законодательные собрания регионов». Предложение вызвало протесты оппозиции и правозащитников.
11 ноября 2008 года президент Медведев, в соответствии со статьёй 134 Конституции и статьёй 3 Федерального закона «О порядке принятия и вступления в силу поправок к Конституции Российской Федерации», внёс в Госдуму проекты законов о поправках к Конституции РФ: «Об изменении срока полномочий Президента Российской Федерации и Государственной Думы» и «О контрольных полномочиях Государственной Думы в отношении Правительства Российской Федерации».
13 ноября 2008 года некоторые российские СМИ сообщили, что, по мнению некоторых депутатов Государственной Думы, на съезде «Единой России» 20 ноября того же года Владимир Путин может вступить в партию и стать Председателем Госдумы; не исключалась возможность перевыборов в нижнюю палату парламента.
19 ноября, во время прохождения поправок к Конституции в Госдуме во втором чтении, наряду с фракцией КПРФ, голосовавшей против, в голосовании не участвовала фракция ЛДПР вследствие отказа со стороны комитета по конституционному законодательству Государственной думы представить на обсуждение конституционные инициативы ЛДПР.
21 ноября Закон о поправке был в третьем чтении одобрен Госдумой, 26 ноября — одобрен Советом Федерации.
12 декабря во время выступления президента России Дмитрия Медведева в Государственном Кремлёвском дворце на конференции, посвящённой 15-летию конституции, из зала раздались выкрики «Позор поправкам!». Охрана вывела этого человека из зала, хотя президент просил его не трогать. «На самом деле не нужно никуда убирать, пусть остаётся и слушает», — сказал Медведев. Он добавил, что «конституция для того и принималась, чтобы у каждого было право на выражение своей собственной позиции». «Это тоже позиция, её можно уважать», — отметил президент РФ, и в зале, как сообщают новостные агентства, раздались аплодисменты. Этот инцидент вырезали из эфиров Первого канала и ВГТРК.
30 декабря 2008 года Закон о поправке был подписан Медведевым и вступил в силу на следующий день.
Американская организация Freedom House утверждала, что увеличение срока президентских и парламентских полномочий сделало Россию «ещё более несвободной страной». Депутат Госдумы России от фракции КПРФ Валерий Рашкин отметил что инициативы, озвученные в послании президента 2008 года (за исключением поправок в Конституцию) остались пустыми декларациями. 7 мая 2009 года Председатель Конституционного суда РФ Валерий Зорькин в беседе с «Коммерсантом» приуроченной к первой годовщине пребывания Дмитрия Медведева на посту президента заявил, что Конституционный суд должен получить право проверять законность предлагаемых поправок к Основному закону до их принятия (сейчас у КС такого права нет): 

«У нас нет такого права, поэтому ответственность за все издержки изменений лежит на политиках, они могут даже разрушить идею Конституции. А Конституционный суд должен действовать в рамках той конституции, которая ему задана. Он может истолковывать её, но не может сделать другую конституцию. Я думаю, что сегодня пришло время изменить закон о механизме внесения в неё поправок… Чтобы обезопасить общество и законодателя от принятия неконституционной нормы, введение новой поправки должно проверяться с помощью органа конституционного контроля. Потому что, когда она принята и утверждена, уже никто не может её проверить», — пояснил Зорькин
. В ответ на выступления Зорькина, на следующий день Дмитрий Медведев предложил Госдуме поменять порядок назначения председателя Конституционного суда. Согласно законопроекту, который президент внёс в парламент, председатель Конституционного суда и его заместители должны будут назначаться Советом Федерации по представлению главы государства.

### Внешняя политика

#### 2008 год
17 июня 2008 года Дмитрий Медведев подписал Указ о безвизовом режиме пересечения границы РФ негражданами Латвии и Эстонии, бывшими гражданами СССР. С 27 июня 2008 года безвизовый режим начал действовать.
12 июля 2008 года Дмитрий Медведев утвердил новую Концепцию внешней политики России.
26 августа 2008 года Дмитрий Медведев подписал указы «О признании Республики Абхазия» и «О признании Республики Южная Осетия», согласно которым Российская Федерация признала и ту и другую республику «в качестве суверенного и независимого государства», обязалась установить с каждой из них дипломатические отношения и заключить договор о дружбе, сотрудничестве и взаимной помощи. Признание Россией независимости регионов Грузии вызвало осуждение большинства стран Запада; не было поддержано ни одним другим государством СНГ.
Спустя пять дней, 31 августа 2008 года, в интервью трём российским телеканалам в Сочи Медведев объявил пять «позиций», на которых он намерен строить внешнюю политику РФ. Первая из названных им «позиций» гласила: «Россия признаёт первенство основополагающих принципов международного права, которые определяют отношения между цивилизованными народами». Пятая «позиция» провозглашала: «У России, как и у других стран мира, есть регионы, в которых находятся привилегированные интересы. В этих регионах расположены страны, с которыми нас традиционно связывают дружеские, добросердечные отношения, исторически особенные отношения. Мы будем очень внимательно работать в этих регионах и развивать такие дружеские отношения с этими государствами, с нашими близкими соседями». Итальянская газета La Repubblica от 3 сентября в своей статье «Новая Ялта: сегодняшние правители и сферы влияния» интерпретировала последнюю «позицию» Медведева как притязание России на зону, которая «распространяется на часть бывших советских территорий, в которых проживают русские меньшинства». За день до этой статьи Дмитрий Медведев высказал своё отношение к руководству Республики Грузии: «Что касается грузинских властей — для нас действующий режим обанкротился, Президент Михаил Саакашвили для нас не существует, он „политический труп“.»
В своей статье «Следующей мишенью России может стать Украина» в газете Wall Street Journal от 10 сентября 2008 года директор программы исследований России и научный сотрудник American Enterprise Institute Леон Арон полагал, что «вторжение России в Грузию и продолжающаяся оккупация страны» не является единичным случаем, но «первым проявлением иной и глубоко настораживающей доктрины национальной безопасности и внешней политики.» В журнале Newsweek от 1 сентября того же года старший научный сотрудник Института международных отношений Стэнфордского университета (Stanford’s Institute for International Studies) Йозеф Йоффе писал о новом внешнеполитическом курсе России при Президенте Медведеве:

«Сорок лет назад доктрина Брежнева провозгласила: „социалистические страны не могут перестать быть социалистическими“, и это стало предлогом для вторжения, сокрушившего „пражскую весну“. Получим ли мы сейчас доктрину Путина: „то, что принадлежало России, не может перестать ей принадлежать“?»

Вследствие конфликта Москвы с Вашингтоном из-за Грузии, по мнению наблюдателей, «внешнеполитическая активность Москвы заметно сместилась в сторону Латинской Америки». Визит делегации РФ во главе с вице-премьером Игорем Сечиным в середине сентября 2008 года преследовал не только вопросы экономического сотрудничества, но и развитие союзнических отношений с Венесуэлой и Кубой, что, с точки зрения Москвы «станет достойным ответом на активизацию США на постсоветском пространстве». Газета «Ведомости» от 18 сентября цитировала мнение российского эксперта: «Развитие военного сотрудничества с Венесуэлой — ответный шаг Москвы на поддержку Грузии американцами».
18 сентября 2008 года Госсекретарь США Кондолиза Райс выступила с посвящённой отношениям США и России речью в вашингтонском представительстве Германского фонда Маршалла, сказав, в частности:
«Вторжение России в Грузию не достигло и не достигнет никакой долговечной стратегической цели. <…> Соединённые Штаты и Европа должны противостать такого рода поведению и всем, кто его поощряет.»
Заочным ответом Медведева госсекретарю США, по мнению обозревателей, стали некоторые тезисы его выступления, которые он произнёс на следующий день в Кремле «на встрече с представителями общественных организаций», на которой он обвинил НАТО в провоцировании конфликта на Кавказе и США — во вмешательстве во внутренние дела России, сказав, в частности:
«<…> актуальность заключения большого европейского договора после событий на Кавказе становится всё более высокой. И это понимают даже те, кто в кулуарных беседах, в личных беседах со мной говорил, что не надо этого ничего: НАТО всё обеспечит, НАТО всё решит. Что решило НАТО, что оно обеспечило? Только спровоцировало конфликт, не более того. <…> Открываю сегодня с утра „любимый“ Интернет, смотрю: наши американские приятели говорят, что мы будем и впредь оказывать поддержку в Российской Федерации учителям, врачам, учёным, профсоюзным лидерам, судьям. Последнее для меня вообще просто было чем-то выдающимся. Это что имеется в виду, они собираются наших судей взять на кормление что ли, коррупцию будут поддерживать? А если речь идёт о совместных программах, то они обычно реализуются с теми странами, с которыми существует близость восприятия основных мировых процессов. А то, если дальше так пойдет, они нам скоро президентов уже будут подбирать.»
2 октября 2008 года, во время встречи с канцлером Германии Ангелой Меркель в рамках форума «Петербургский диалог», вновь высказался за создание «нового юридически обязывающего договора о европейской безопасности». Затрагивая тему глобального финансового кризиса, высказал мнение, что «система, которая сложилась, сегодня не выполняет никаких задач по поддержанию международной финансовой системы в сбалансированном состоянии». Медведев также подчеркнул невозможность возвращения мира к холодной войне
8 октября 2008 года, выступая на Конференции по мировой политике в Эвиане (Франция), подверг критике проводимый правительством США глобальный внешнеполитический курс «после 11 сентября 2001 года» и после «свержения режима „Талибана“ в Афганистане», когда, по его мнению, «началась череда односторонних действий», отметив, в частности:
«Тогда, к сожалению, из-за стремления Соединённых Штатов Америки „затвердить“ своё глобальное доминирование был упущен исторический шанс на деидеологизацию международной жизни и строительство по-настоящему демократического миропорядка. <…> Расширение НАТО осуществляется с каким-то особенным азартом. Сегодня активно обсуждается приём в НАТО Грузии и Украины. <…> Альянс вплотную приближает свою военную инфраструктуру к границам нашей страны и проводит новые „разделительные линии“ в Европе — теперь уже по нашему западному и южному рубежам. И вполне естественно, что бы там ни говорили, что мы рассматриваем эти действия как действия, направленные против нас.»
Выступление содержало «конкретные элементы» нового Договора о европейской безопасности, который, по мысли Медведева, призван «создать единую и надёжную систему всеобъемлющей безопасности».
В послании Федеральному собранию, зачитанном 5 ноября 2008 года, впервые озвучил конкретные меры, которые «имеет в виду принять, в частности, для эффективного противодействия упорно навязываемой нынешней администрацией США новых элементов глобальной системы ПРО в Европе»: отказ от ликвидации трёх ракетных полков, намерение развернуть в Калининградской области ракетных комплексов «Искандер» и осуществлять радиоэлектронное подавление американской ПРО. Заявления Медведева вызвали критику со стороны правительства США и других стран-членов НАТО; премьер-министр Польши Дональд Туск сказал, в частности: «Я не придавал бы слишком большого значения такого типа декларациям.» Критике военные планы Москвы подвергли также Европейский союз и западные СМИ, некоторые из которых восприняли их как вызов избранному Президенту США Б. Обаме. Обозреватели, писавшие о заявлениях Медведева как «попытке публично шантажировать Обаму», отмечали, что тем самым Москва значительно затрудняет для него возможность отказаться от планов размещения ПРО. Политолог А. Гольц в связи с этим предполагал, что Медведев «вероятнее всего, преследовал цель максимально усложнить и обострить и без того напряжённые отношения России с Соединёнными Штатами в дни по избрании Обамы», что выгодно для российской партии «силовиков».
13 ноября 2008 года, находясь в Таллине на совещании министров обороны стран-членов НАТО, министр обороны США Роберт Гейтс отверг ранее сделанное Медведевым предложение отказаться от размещения ракет на западных рубежах России при условии неразмещения элементов ПРО США в Польше и Чехии; Гейтс также, в частности, заявил: «Говоря откровенно, я не уверен, для чего будут нужны ракеты в Калининграде. В конце концов, единственная реальная перспективная угроза на рубежах России — Иран, и я думаю, что ракеты „Искандер“ не могут достичь Ирана оттуда. Данный вопрос, очевидно, — между нами и русскими. То, почему они угрожают нацеливать ракеты на европейские страны, представляется для меня загадкой.» Накануне Гейтс заверил коллег из Балтии, Украины и других стран-соседей России, что Америка твёрдо стоит на страже их интересов.
15 ноября 2008 года Дмитрий Медведев на саммите «двадцатки» в Вашингтоне предложил полностью перестроить все институты финансовой системы; новая структура, по словам президента РФ, должна быть «открытая, прозрачная и равномерная, эффективная и легитимная»; также сделал ряд иных предложений в своём выступлении. В связи с выступлениями Медведева в Вашингтоне обозреватель радио «Эхо Москвы» Ю. Латынина писала 17 ноября: «Что сказал Медведев в Вашингтоне? Обсуждать это бессмысленно. В Вашингтоне произошло то, что нас выперли из „восьмёрки“. При Ельцине „семёрку“ расширили до „восьмёрки“, но после доктора в „Мечеле“, танков в Грузии и лопнувшего российского пузыря нас на совещание „семёрки“ не позвали, а позвали на совещание „двадцатки“, вместе с ЮАР, Индонезией и Саудовской Аравией. Нас с треском отчислили за неуспеваемость, но на общее собрание пригласили. Что можно ожидать от ученика, который отчислен за неуспеваемость? Что он встанет и скажет: „Я подтянусь по математике“. А он встал и сказал: „У меня есть идея, как реорганизовать работу деканата“. Это настолько смешно, что у меня есть подозрение, что шута из Медведева делают нарочно.»
4 декабря 2008 года на заседании Совета глав МИД ОБСЕ в Хельсинки официальные представители США и Британии отвергли выдвинутую Медведевым в июле того же года инициативу о создании новой архитектуры общеевропейской безопасности, сославшись на адекватность уже существующих структур.

#### 2009—2011 годы
В связи с вступлением 20 января 2009 года в должность Президента США Барака Обамы, российско-американский политолог Николай Злобин в «Ведомостях» от 28 января 2009 года отмечал: «Внешняя политика Обамы не будет основываться на личной психологии, симпатиях и антипатиях, как это было у техасца Буша, в том числе в дружбе с Путиным. Обама не примет стиля „пацанских“ отношений и норм в политике. Он будет её проводить, исходя из рациональных расчётов, а не эмоций и „понятий“».
В связи с прошедшей в Риме 13—14 февраля 2009 года встречей министров финансов стран G7, на которую был приглашён Алексей Кудрин, сообщение агентства Reuters констатировало, что прежние амбиции Москвы в отношении «Семёрки» были подорваны кризисом и падением цен на нефть.
В начале марта 2009 года в российской и американской прессе была создана интрига вокруг направленного ранее Президентом США Обамой Медведеву письма, объявленного газетой New York Times «секретным», в котором якобы содержалось предложение о неком «размене», который мог предусматривать отказ новой администрации США от развёртывания ПРО в Европе. 3 марта того же года Медведев, комментируя свой обмен посланиями с президентом США, сказал: «Если говорить о каких-то разменах или обменах, то могу вам сказать, что таким образом вопрос не ставится, это непродуктивно». Аналогичная точка зрения была высказана и Президентом Обамой. Редакционная статья в FT от 7 марта, перечисляя ряд символических уступок, сделанных России новой администрацией США, полагала их адресатом премьера Путина, заключая: «Мир хочет знать, желает ли Владимир Путин оставаться в роли непредсказуемой и иррациональной фигуры, или же он — взрослый человек, который подлинно стремится решить большие проблемы мира.»
В июне 2009 года между Дмитрием Медведевым и председателем КНР Ху Цзиньтао состоялись переговоры, после которых Медведев объявил о заключении российско-китайского соглашения в энергетике примерно на 100 млрд долларов США. Это крупнейшая сделка в истории отношений России с Китаем.
6-8 июля 2009 года Дмитрий Медведев проводил переговоры с Бараком Обамой во время его официального рабочего визита в Москву. Были подписаны двусторонние соглашения, в том числе о транзите американских военных грузов в Афганистан через территорию России, и намечены ориентиры сокращения стратегических наступательных вооружений.
28 ноября 2009 года Д. А. Медведев, президент Беларуси А. Г. Лукашенко и президент Казахстана Н. А. Назарбаев в Минске подписали договор о создании на территории России, Беларуси и Казахстана с 1 января 2010 года единого таможенного пространства. В июле 2010 года начал действовать Таможенный союз Беларуси, Казахстана и России. По некоторым оценкам, создание Таможенного союза позволит стимулировать экономическое развитие и может дать дополнительно 15 % к ВВП стран-участниц к 2015 году.
В начале декабря 2009 года Дмитрий Медведев совершил краткий рабочий визит в Ватикан, в ходе поездки президент побывал на аудиенции у Папы Римского Бенедикта XVI. 9 декабря 2009 года было сообщено о подписании указа об установлении дипломатических отношений между Россией и Ватиканом на уровне посольств (с марта 1990 года отношения осуществлялись с помощью постоянных представительств).
8 апреля 2010 года президент России Дмитрий Медведев и президент США Барак Обама в Праге подписали Договор о сокращении стратегических наступательных вооружений сроком на 10 лет. Д. А. Медведев заявил, что подписание договора «упрочило не только безопасность России и США, но и безопасность всего мирового сообщества». Также по мнению президента «договор может действовать и быть жизнеспособным только в условиях, когда нет качественного и количественного наращивания возможностей системы ПРО США». Начальник Генштаба ВС России генерал армии Николай Макаров считает, что «достигнутые в СНВ-III договоренности снимают взаимные озабоченности и полностью отвечают интересам безопасности России». По мнению глава комитета СФ по международным делам Михаила Маргелова СНВ-III позволит России сэкономить «миллиарды долларов на переоснащении существующих средств доставки, не тормозя при этом модернизацию вооружений».
В апреле 2010 года Медведев провёл переговоры с президентом Украины Виктором Януковичем, по итогам которых были подписаны Харьковские соглашения о продолжении базирования российского Черноморского флота в Крыму после 2017 года.
23 ноября 2011 года Дмитрий Медведев обратился к гражданам России, выразив беспокойство относительно планов НАТО разместить системы ПРО в Европе. Он сказал, что Россия готова защищать свои интересы и будет готова ответить. Между тем Россия «не закрывает двери переговоров» для Европы и готова к диалогу с учётом российских национальных интересов.

### Отношение к Сталину
Многие иностранные СМИ уделили внимание тому, что Медведев заявил о необходимости преодоления сталинизма в России. В некоторых иностранных СМИ высказывалось мнение о том, что это «отвлекает внимание общества от других проблем», в других — давалась положительная оценка таким действиям президента.
В отечественных оппозиционных СМИ обозреватели гадали, является ли это отражением некого консенсуса, достигнутого «наверху», или это его личная инициатива. Политолог Дмитрий Орешкин утверждал, что «никакой роли не играет то, каким Сталин был в реальности. Здесь современная политическая борьба». Правозащитница Людмила Алексеева положительно оценила инициативу Медведева: «Я рада, что Медведев выступил в своём блоге с оценкой сталинизма».
Медведев также заявил, что плакатов с изображением Иосифа Сталина в России не будет. После этого мэр Москвы отказался от плакатов со Сталиным, однако в Санкт-Петербурге на частные средства портретом Сталина был оформлен автобус, курсировавший по Невскому проспекту.
Журналист Сванидзе, бравший интервью у Медведева, утверждал, что Медведев долгое время скрывал своё мнение о Сталине от народа, так как большинство видит в Сталине не только победителя во Второй мировой войне, но и хорошего государственного деятеля, достигшего экономического успеха: «индустриализация, становление сверхдержавы, предсказуемость быта», и относятся к нему с уважением и симпатией.

### Военное строительство
В сентябре 2008 года правительством было принято решение о корректировке трёхлетнего бюджета в части значительного увеличения военных расходов: рост финансирования расходов на оборону в 2009 году составил почти 27 %.
Военный обозреватель «Новой газеты» Владимир Мухин полагал в начале октября 2008 года, что, несмотря на увеличение военных расходов, «в ближайшую бюджетную трёхлетку деньги на модернизацию армии не заложены».
Одним из «параметров» формирования новых Вооружённых Сил Российской Федерации, по концепции, утверждённой Президентом 15 сентября 2008 года, на период до 2012 года должно быть создание Сил быстрого реагирования.
8 сентября 2008 года министр обороны А. Сердюков заявил, что численность Вооружённых сил Российской Федерации к 2012 году сократится до 1 миллиона человек — с 1 миллиона 134 тысячи 800 человек; ранее сообщалось, что началось значительное сокращение центрального аппарата министерства обороны, включая ключевые управления Генштаба. Министр выдвинул задачу: «теперь Вооружённые силы Российской Федерации будут состоять прежде всего из частей постоянной готовности».
14 октября 2008 года министр обороны Анатолий Сердюков детализировал грядущие реформы: предстоит значительное сокращение числа высших и старших офицеров при одновременном росте количества младших офицеров, реорганизация структуры управления и радикальное изменение в системе военного образования. В частности, «для улучшения оперативного управления войсками» предусматривается переход от традиционной четырёхзвенной структуры (военный округ—армия—дивизия—полк) к трёхзвенной (военный округ—оперативное командование—бригада). Количество генералов к 2012 году должно сократиться с 1100 до 900; численность младших офицеров (лейтенантов и старших лейтенантов) — возрасти с 50 тысяч до 60 тысяч. 1 ноября 2008 года депутаты Госдумы от КПРФ обратились к Медведеву с требованием отказаться от предложенной концепции реформы вооружённых сил, назвав её «дорогостоящей и непродуманной кадровой реформой»; депутат Госдумы, лидер Движения в поддержку армии Виктор Илюхин заявил: «Мы убеждены: это окончательный этап уничтожения вооружённых сил».
29 ноября 2008 года газета «Коммерсантъ» сообщала, что 11 ноября того же года начальник Генерального штаба Николай Макаров подписал директиву «О недопущении разглашения сведений о реформировании Вооружённых сил Российской Федерации»; издание также ссылалось на свои «источники в Минобороны», свидетельствующие, что рапорт об увольнении был подан начальником ГРУ генералом армии Валентином Корабельниковым, а также рядом других высокопоставленных генералов. Информация о увольнениях была в тот же день опровергнута временно исполняющим должность начальника пресс-службы и информации Минобороны России полковником Дробышевским.
«Российская газета» от 22 января 2009 года утверждала, что перестройки, которая началась в армии, «не знала ни советская, ни российская история», и что по существу «у нас создаются совершенно новые Вооружённые силы».
17 марта 2009 года министр Сердюков, выступая на расширенном заседании коллегии Минобороны России с участием Президента Медведева, заявил, что утверждена Концепция развития системы управления Вооружёнными силами на период до 2025 года; Медведев в своём выступлении, в частности, сказал, что «на повестке дня — перевод всех боевых частей и соединений в категорию постоянной готовности».

### Борьба с коррупцией
В мае 2008 года Медведев подписал указ о создании Совета по борьбе с коррупцией. В июле того же года он подписал План по противодействию коррупции, предусматривающий ряд мер по профилактике коррупции. В декабре Медведев подписал пакет законов по противодействию коррупции.
Согласно опубликованному 23 сентября 2008 года докладу за 2008 год международной неправительственной организации по борьбе с коррупцией Transparency International, Россия является одной из стран с высоким уровнем коррупции; Россия в 2008 году заняла 147-е место в рейтинге (уровень коррупции оценивался по десятибалльной шкале, при этом десять баллов — самый низкий уровень) — её индекс составил 2,1 балла, что на 0,2 балла меньше чем в прошлом году, когда страна заняла 143-е место. Высшие российские чиновники в сентябре 2008 года давали схожие оценки уровня коррупции в стране.
Выступая на заседании Совета по противодействию коррупции 30 сентября 2008 года, Медведев во вступительном слове сказал, в частности: «Коррупция в нашей стране приобрела не просто масштабные формы, масштабный характер, она стала привычным, обыденным явлением, которое характеризует саму жизнь в нашем обществе».
В 2010 году Россия заняла 154-е место из 180 с индексом 2,1 балла. Генеральный директор отделения Transparency International в России Елена Панфилова отметила: «В прошлом году Россия в этом рейтинге занимала 146 место. Вывод — за год у нас ничего не поменялось за исключением соседей по рейтингу — Папуа-Новой Гвинеи, Кении, Лаоса и Таджикистана». Однако, в 2011 году Россия несколько улучшила свои позиции в рейтинге Transparency International, поднявшись на 143 место из 182 стран.
В конце 2011 года международная консалтинговая компания PricewaterhouseCoopers опубликовала доклад, согласно которым масштабы коррупции в России сокращаются. В докладе PWC отмечено, что «широкий общественный резонанс, который вызывает эта тема, и меры, принимаемые российским правительством в правовом поле, а также работа внутри компаний по укреплению систем обеспечения комплаенса и формированию у сотрудников культуры этичного поведения, — все это приносит свои плоды».
Согласно исследованию британской аудиторской компании Ernst & Young, проведённому весной 2012 года, за 2011 год коррупционные риски в России значительно снизились и по многим параметрам стали ниже среднемирового уровня. В исследовании Ernst & Young приняли участие свыше 1500 топ-менеджеров крупнейших компаний из 43 стран мира. Так, если в 2011 году 39 % опрошенных в России менеджеров заявляли о необходимости давать взятки наличными для защиты бизнеса или достижения корпоративных выгод, то в 2012 году таких стало 16 %.
В марте 2012 года Медведев утвердил Национальный план противодействия коррупции на 2012—2013 годы, согласно которому ужесточается контроль над расходами госслужащих.
В октябре 2016 года первый вице-премьер Правительства России Игорь Шувалов (который в 2015 году заработал 97,2 млн рублей против 8,76 млн у Медведева) выразил мнение, что в годы президентства Медведева тот «преувеличил тему коррупции, довёл внимание к ней до чрезмерного».

### Афоризмы
Медведев прославился своими афоризмами, такими как: «Денег нет, но вы держитесь!», «Никто никогда не вернётся в 2007 год», «Всё, что я говорю — в граните отливается». Одним из самых цитируемых в конце 2000-х годов стало изречение Медведева, которое он озвучил в феврале 2008 года на Красноярском экономическом форуме, выступая с большой программной предвыборной речью в качестве кандидата в президенты, — «Свобода лучше, чем несвобода».

### Реформа МВД
6 сентября 2008 года указом № 1316 «О некоторых вопросах Министерства внутренних дел Российской Федерации» ликвидировал Департамент по борьбе с организованной преступностью и терроризмом, а также всю региональную систему УБОПов.
7 февраля 2011 года Дмитрий Медведев подписал Федеральный закон «О полиции», в связи с принятием которого 1 марта 2011 года милиция в Российской Федерации официально прекратила своё существование. Переаттестация сотрудников началась с руководителей центрального аппарата и территориальных органов МВД, а затем её начали проходить старший, средний и младший начальствующий состав органов внутренних дел. Сотрудники, не прошедшие аттестацию или отказавшиеся от её прохождения, были уволены из рядов МВД.

## Президентские выборы 2012 года

### Подготовка ко второму президентскому сроку
В 2010 году у Дмитрия Медведева возникла идея о создании своей правой партии, которая бы объединила средний класс и поддержала бы либеральные реформы, тогда на его стороне были Анатолий Чубайс и Александр Волошин, руководитель Администрации Президента первого путинского срока и последнего ельцинского, задумывающиеся о возвращении к активной политической жизни. Новой целью для Президента стало создание двухпартийной системы, где в «Единой России» остались бы сторонники «путинизма», а новая партия собрала бы всех либералов и прогрессистов. Для подготовки основы будущей партии Владислав Сурков, сотрудник Администрации Президента, взялся за «Правое дело», которое заявляло о готовности поддержать Медведева на выборах в 2012 году. Президент планировал возглавить её, когда она наберёт политический вес.
Медведев провёл переговоры с министром финансов Алексеем Кудриным, вице-премьером Игорем Шуваловым и главой Сбербанка Германом Грефом, предлагая им пост Председателя партии, все подчеркнули правильность замысла, но отказались по причине подконтрольности действий. Обдумывая проект, Медведев также вёл переговоры с Валентином Юмашевым, которого он попросил помочь с рекрутингом, и с Татьяной Юмашевой, дочкой Бориса Ельцина.
В итоге на роль Председателя партии согласился бизнесмен Михаил Прохоров, с которым договорился Владислав Сурков, однако позже возникли существенные разногласия между сотрудником Администрации и миллиардером из-за неконтролируемости Прохорова, который, в частности, вопреки советам Суркова, оставил в партийном списке уральского борца с наркоманами Евгения Ройзмана. После такого разлада в отношениях, Медведева начали убеждать, что сделать ставку на Прохорова было ошибкой, и Сурков занялся разработкой технологии рейдерского захвата партии. Бизнесмен был вынужден покинуть партию.

### Принятие предложения возглавитьПравительство
Наблюдая за тем, как Медведев и Сурков завоёвывают доверие «хипстеров», силовики из окружения Путина стали опасаться смены курса, и в конце лета 2011 года (на совместном отдыхе) Путин сказал Медведеву, что будет лучше, если он вернётся на должность Президента.
24 сентября 2011 года в ходе съезда партии «Единая Россия» было объявлено, что на президентских выборах в 2012 году выставит свою кандидатуру Владимир Путин, а правительство в случае его победы возглавит Дмитрий Медведев. Президент Медведев принял предложение премьер-министра Владимира Путина возглавить партию «Единая Россия» на думских выборах и заявил, что Владимир Путин должен в 2012 году баллотироваться в президенты. Решение о «рокировке» — как впоследствии СМИ назвали перестановку двух высших должностных лиц в стране — было встречено с облегчением и ликованием: делегаты аплодировали этому заявлению стоя. Медведев тут же отреагировал, сказав, что аплодисменты являются доказательством популярности Путина в народе. Решение Медведева о неучастии в выборах вызвало негативный отклик у части россиян. С осени 2011 года в Твиттере получил распространение хештег #жалкий. 7 декабря 2012 года он занял второе место в мировых трендах этой сети, поводом для чего было интервью Медведева представителям пяти телеканалов.
В декабре 2011 года начались массовые акции протеста, связанные с итогами выборов в Государственную думу VI созыва. 10 декабря прошёл митинг «За честные выборы» на Болотной площади, куда неожиданно пришли сотрудники Администрации Президента, включая Михаила Абызова, сподвижника Медведева, который позже вошёл в его Правительство. «Медведевский лагерь» чувствовал участников своими единомышленниками. Популяризированной стала фраза, приписываемая Наталье Тимаковой, пресс-секретарю Медведева: «Если бы мы знали, что за нас выйдет столько народу, мы бы иначе вели себя в сентябре». Владимир Путин заявил, что договорился с Медведевым о «рокировке» 4 года назад.
Ответом на протестную активность послужило внесение Медведевым в Государственную думу законопроекта, подразумевающего в законе «О политических партиях» изменения, направленные на либерализацию требований к их созданию и деятельности. Кроме того, Медведев предложил вернуть прямые выборы глав субъектов Федерации.
26 мая 2012 года Дмитрий Медведев был избран председателем партии «Единая Россия». После инаугурации Владимира Путина Госдума начала признавать утратившими силу законы, принятые при Медведеве, а также Правительство, возглавляемое им, отказалось от его инициатив, что расценили в СМИ как «демедведизацию».

## Председатель Правительства (2012—2020)
7 мая 2012 года президент России Владимир Путин внёс в Государственную думу кандидатуру Дмитрия Медведева для получения согласия на назначение его председателем Правительства Российской Федерации. 8 мая Государственная дума поддержала кандидатуру Медведева, 299 голосов за отдали фракции «Единая Россия», ЛДПР и 5 депутатов из фракции «Справедливая Россия», а 54 справедливоросса и фракция КПРФ проголосовали против. Правительство Российской Федерации под председательством Дмитрия Медведева было окончательно сформировано 21 мая. Структура Правительства утверждена Указом Президента Российской Федерации № 636 от 21 мая 2012 года.
С 18 июля 2012 года — Председатель Совета Министров Союзного государства России и Беларуси.
7 мая 2018 года вступивший в должность президента России Владимир Путин снова внёс в Государственную думу России кандидатуру Дмитрия Медведева для получения согласия на назначение его Председателем Правительства Российской Федерации. 8 мая 2018 года Госдума дала своё согласие (за назначение Медведева премьером проголосовали 374 депутата от «Единой России» и ЛДПР, а 56 депутатов от фракций «Справедливая Россия» и КПРФ проголосовали против). Второе правительство Медведева было окончательно сформировано 18 мая 2018 года.
8 мая 2018 года Медведев в своей первой речи в качестве кандидата на должность премьер-министра пообещал в кратчайший срок внести законопроект о пенсионной реформе в Государственную думу. Законопроект о реформе он представил в Думу 14 июня. Несмотря на протесты населения, законопроект был рассмотрен в течение лета и сентября и подписан президентом России Владимиром Путиным 3 октября. Реформа стартовала 1 января 2019 года.
Одновременно с пенсионным законопроектом, 14 июня 2018 года Дмитрий Медведев объявил о повышении НДС до 20 %. 24 июля Госдума в окончательном чтении приняла закон о НДС, затем его одобрил Совет Федерации. Новый закон о повышении НДС вступил в силу с 1 января 2019 года.
15 января 2020 года, через два часа после оглашения президентом России Владимиром Путиным послания Федеральному собранию, Медведев объявил об уходе в отставку правительства в полном составе, принимая такое решение на фоне фундаментальных изменений в Конституцию, которые были предложены президентом в этом послании. Путин поручил прежнему составу исполнять обязанности до назначения нового правительства и предложил назначить Дмитрия Медведева на специально создаваемую под него должность заместителя председателя Совета Безопасности России.

## Заместитель Председателя Совета безопасности Российской Федерации
Указом Президента России от 16 января 2020 года назначен заместителем председателя Совета Безопасности Российской Федерации.
Согласно данным источников СМИ, накануне выборов в Госдуму 2021 года Медведев рассчитывал возглавить федеральный список «Единой России», будучи председателем этой партии, чтобы впоследствии стать спикером Госдумы. При этом на выборах в Думу в 2011 и 2016 годах Медведев возглавлял список «Единой России». Но на съезде «Единой России» в июне 2021 года было принято решение не включать Медведева в предвыборный список. Обозреватели назвали это решение «неожиданным», а источники СМИ говорили, что сам Медведев узнал о том, что он не будет возглавлять список «Единой России» на парламентских выборах всего за несколько дней до съезда партии, а остальная партийная верхушка — за день до съезда. Это стало личным выбором Путина, о котором он сам объявил на партийном съезде. По мнению главы Левада-Центра Дениса Волкова, Медведев стал слишком непопулярным, «от него устали».
После назначения на должность заместителем председателя Совета Безопасности Российской Федерации Медведев проводил «ритуальные» совещания, которые освещали только государственные информагентства РФ. Однако с началом российского вторжения на Украину Медведев резко изменил свой имидж и начал регулярно выступать с крайне воинственными заявлениями. Наряду с Кадыровым, Пригожиным, Володиным, Турчаком Медведев стал одним из главных спикеров «партии войны» — группы высокопоставленных российских чиновников и силовиков, выступающих за дальнейшую эскалацию войны с Украиной. По мнению обозревателей, Медведев своей крайне резкой риторикой пытался занять свое место на политической сцене «постфевральской России» и хотел завоевывать популярность в консервативных кругах российских патриотов, уйдя от имиджа «заигрывающего с Западом либерала».
В мае 2022 года призвал ввести более строгую ответственность для иноагентов, предложив на законодательном уровне уточнить классификацию, ввести более строгую ответственность, ужесточить контроль и сделать деятельность иноагентов «прозрачной для нашего общества».
В августе 2022 года в ходе вторжения на Украину посетил контролируемую ЛНР часть Луганской области, где провел совещание по безопасности с главами ЛНР и ДНР Леонидом Пасечником и Денисом Пушилиным, генеральным прокурором РФ Игорем Красновым, первым заместителем руководителя Администрации президента РФ Сергеем Кириенко, главой МВД Владимиром Колокольцевым, главой Минстроя Иреком Файзуллиным, директором ФСБ Александром Бортниковым и главой Следственного комитета Александром Бастрыкиным.
В марте 2023 г. в интервью «Российской газете» призвал запретить иноагентам получать доход в России.
В марте 2024 года после теракта в «Крокус Сити Холле» выступил за возвращение смертной казни.

### Заявления в связи с войной на Украине и антикоррупционными санкциями в США
Медведев преимущественно пишет в свой Telegram-канал, где с начала вторжения на Украину в 2022 году выделяется радикальной ультрапатриотической позицией даже среди других лидеров России, став одним из главных спикеров «партии войны». Он так объяснил резкость своих антизападных высказываний: «Я их ненавижу. Они ублюдки и выродки. Они хотят смерти нам, России. И пока я жив, я буду делать всё, чтобы они исчезли».
Медведев считает украинскую этническую идентичность одним «большим фейком», а украинский язык — просторечным диалектом русского. Украинское политическое движение именует «младоукраинскими кровососущими паразитамм». В то время, как Путин публично отрицает цель оккупации всей Украины, Медведев в июне 2022 года написал: «А кто сказал, что через два года Украина вообще будет существовать на карте мира?». В феврале 2024 года он снова высказался на эту тему в большом видеоинтервью для российских СМИ, назвав территорию Украины «российскими землями», Киев и Одессу — русскими городами, должными быть оккупированными, по его мнению, у украинского государства небольшие шансы сохраниться и то лишь на территории западных областей при желании на то Польши, а у жителей Украины выбор один: «или общее с Россией государство <…> или бесконечная война».
Он неоднократно заявлял о русофобском характере антироссийских санкций со стороны Запада в целом и Польши со странами Балтии в особенности, акцент на этом был сделан в его статье для Российской газеты по итогам 2022 года. Так, он отреагировал на обсуждение Евросоюзом введения запрета на выдачу виз россиянам: «Достали своим русофобским кудахтаньем», пусть уж быстрее введут запрет и не будут отвлекать своим бредом россиян от ведения «специальной военной операции».
Медведев придаёт текущему противостоянию России с Западом религиозный характер. 4 ноября 2022 года в своём поздравлении с Днём народного единства России он заявил, что начав борьбу, мы обрели «сакральную мощь»: «Мы слушаем слова Создателя… Цель остановить верховного властелина ада, какое бы имя он ни использовал — Сатана, Люцифер или Иблис».
Тогда же он грубо назвал всех противников «кучкой безумных нацистов-наркоманов», «лающими собаками из западной псарни» и «разномастной сворой хрюкающих подсвинков».
16 декабря 2022 года Дмитрий Медведев назвал гражданскую инфраструктуру законной военной целью, по мнению экс-президента к гражданской инфраструктуре, способствующей достижению военных целей, относятся: мосты, транспортные станции, дороги, объекты энергетики, заводы и мастерские. Среди прочих законных военных целей Медведев назвал военно-политическое руководство страны-противника.
В апреле 2023 года Медведев заявил в связи с введением Британии санкций в отношении пяти российских граждан, связанных с приговором российскому правозащитнику Владимиру Кара-Мурзе: «Плевать на их решения. Британия была, есть и будет нашим вечным врагом. Во всяком случае до тех пор, пока их наглый и противно-сырой остров не уйдет в пучину морскую от волны, созданной новейшей системой российского оружия».
8 июля 2023 года Медведев написал: «А может, всё вообще иначе? Может, одержимый нездоровыми фантазиями умирающий дед просто решил красиво уйти, спровоцировав ядерный Армагеддон и прихватив с собой на тот свет половину человечества…».
В марте 2024 года издание The Insider отмечало взаимосвязь между агрессивными постами Медведева в Telegram и поставками его вина из Италии. Так даты поставок в Россию вина с виноградников в Италии, принадлежащих Медведеву, совпали с датами его скандальных антизападных публикаций в соцсети.

### Перспективы развития отношений с Западом
Вскоре после первых западных антироссийских санкций в связи с вторжением на Украину Дмитрий Медведев написал: «Пора закрывать посольства на амбарные замки». А в конце 2022 года представил совершенно антизападный курс: «Увы, но нам говорить и договариваться на Западе теперь — не с кем, не о чем, да и незачем. <…> С англосаксонским миром дел отныне иметь нельзя». «Британия была, есть и будет нашим вечным врагом», — высказался он в 2023-м.
Относительно Соединённых Штатов, Медведев заявил о том, что нормальные отношения России и США невозможны в ближайшие десятилетия, независимо от того, кто победит на выборах в Америке — Дональд Трамп или Джо Байден.
Одновременно, он декларирует евразийскую цель — «наконец построить Евразию — от Лиссабона до Владивостока».

## Санкции
С 25 февраля 2022 года, после вторжения России на Украину, находится под санкциями всех стран Европейского союза, так как в качестве члена Совета безопасности России он «поддержал немедленное признание Россией двух самопровозглашённых республик».
28 февраля 2022 года внесён в санкционный список Канады лиц, «которые несут наибольшую ответственность за неспровоцированное и неоправданное вторжение России в Украину». 6 апреля 2022 года включён в санкционный список Соединённых Штатов Америки «против России за её злодеяния в Украине». 15 марта 2022 года попал в санкционный список Великобритании как политический союзник Путина
По аналогичным основаниям был включён в санкционные списки Швейцарии, Австралии, Японии, Украины и Новой Зеландии.

## Бизнес
В 1993 году выступил одним из учредителей компании «Финцелл», которая вскоре сама учредила ЗАО «Илим Палп Энтерпрайз», один из гигантов российского лесопромышленного бизнеса. В новой фирме Медведев стал директором по юридическим вопросам. При этом в ЗАО «Финцелл» Медведеву принадлежало 50 %, а в «Илим палп энтерпрайз» — 20 %.
В 1998 году вошёл в совет директоров одного из крупнейших предприятий, которыми владела фирма, — Братского лесопромышленного комбината.
После ухода в аппарат президента Медведев, по словам политолога Белковского, сохранил за собой значительный пакет акций ЗАО «Илим Палп Энтерпрайз». Также он фактически спас компанию от атак Дерипаски, который хотел получить над ней контроль, однако часть компании (Байкальский ЦБК) была потеряна. С другой стороны, бывший заместитель гендиректора БЛПК2 по общественным связям Сергей Беспалов заявил, что «по его информации, никаких акций „Илим Палп“ у Медведева нет».

### Кайманы
В сентябре 2022 года издание «Проект» обвинило Медведева и членов его семьи в пользовании оформленной на офшорную компанию с Каймановых островов 74-метровой яхтой «Вселенная», стоимость которой оценивается примерно в 100 млн долларов. Бенефициар этой компании не установлен, однако, как утверждают источники издания, покупка яхты была оплачена семьёй миллиардера Игоря Юсуфова. На борту судна в 2020 году отдыхал сын Дмитрия Медведева Илья вместе с сыном Игоря Юсуфова Максимом. Зимой «Вселенная» базировалась в Италии, однако после начала войны, в начале марта, вышла из итальянского порта Империя и ушла в Сочи, где находится до сих пор.

## В сфере информационных технологий
Дмитрий Медведев большой поклонник информационных технологий, часто говорит в своих речах про компьютеры, интернет и электронные книги.

### Первый компьютер
Первым компьютером в жизни Медведева была советская ЭВМ М-6000, когда он работал у отца в Технологическом институте, будучи студентом-вечерником 1-го курса юрфака ЛГУ.

### Социальные сети, сайты и блог
Дмитрий Медведев зарегистрирован в «Твиттере», «ВКонтакте», Telegram, а также имеет свой личный блог. Он является первым президентом России, начавшим общаться с народом через видеоблог, который первоначально по сути блогом не являлся, так как в нём не было возможности оставлять ни видеоответы, ни текстовые комментарии. Позже, после создания отдельного сайта blog.kremlin.ru возможность добавлять комментарии была добавлена, но комментарии перед помещением в блог проходят премодерацию.
В Живом Журнале существует сообщество «Блог Дмитрия Медведева», представляющий собой трансляционный аккаунт с официального видеоблога Президента, при этом пользователи ЖЖ имеют возможность обсудить видео и текстовые обращения Медведева.
Также политик зарегистрирован в социальной сети Instagram, где помимо публикации фотографий и видео комментирует и чужие посты. К сентябрю 2017 года там он имел более 2,8 млн подписчиков.
Резонансными в 2022 году с момента начала войны на Украине стали жёсткие и грубые высказывания политика в Telegram и VK:
- 7 июня он дал объяснение: «Меня часто спрашивают, почему мои посты в Телеграме такие резкие. Отвечаю — я их ненавижу. Они ублюдки и выродки. Они хотят смерти нам, России. И пока я жив, я буду делать всё, чтобы они исчезли»[386].
- 27 июля со ссылкой на неназванных западных аналитиков опубликовал карту Европы, на которой большая часть Украины принадлежит другим государствам. Этим шагом он вызвал негативную реакцию МИД Румынии[387][388].
- 1 августа на странице во «ВКонтакте» появился пост о том, что после захвата Киева Россия намерена «восстановить границы, которые нигде не заканчиваются», «Грузии никогда не существовало», а «Казахстан — это искусственное государство». Публикация была удалена в тот же день, помощник Медведева заявил о взломе аккаунта[389].

Помимо блога и правительственного сайта government.ru/правительство.рф, у Медведева было три сайта: medvedev-da.ru, d-a-medvedev.ru и сайт кандидата в президенты medvedev2008.ru. Домен для последнего был зарегистрирован ещё в 2005 году.

### Дмитрий Медведев и свободное программное обеспечение
В прошлом Дмитрий Медведев выступал с критикой свободной ОС Linux (GNU/Linux). Однако с 2007 года Дмитрий Медведев является одним из сторонников перехода на свободное ПО в российских государственных и образовательных учреждениях, рассчитывая за три года решить проблемы программного обеспечения в России. В частности, за счёт постепенного отказа от услуг коммерческой компании Microsoft, чьё лицензионное программное обеспечение стоит дорого, и постепенного внедрения бесплатных программных продуктов с открытым исходным кодом, в том числе на базе GNU/Linux.

### Отношение к актуальным вопросам жизни сетевого сообщества
В Рунете стало мемом ассоциирование Дмитрия Медведева с Медведом из мема Превед, распространены карикатуры и «фотожабы» на эту тему. На вопрос об отношении к интернет-субкультурам, в частности, языку падонков, Медведев ответил, что хорошо знаком с феноменом и считает, что тот имеет право на существование.
29 марта 2019 года Дмитрий Медведев провел приуроченное к 25-летию Рунета совещание с топ-менеджерами российских интернет-компаний Mail.ru Group и «Яндекса». Премьер-министр рассказал, что цифровая экономика России растет на 15 % в год, что значительно выше роста российской экономики в целом. Медведев сообщил, что государство намерено вложить в цифровую экономику около 2 трлн рублей. При этом он подчеркнул, что у интернет-отрасли есть целый ряд вопросов к государству, и назвал вмешательство государства «самым сильным оружием в отношении любого бизнеса».

### VKLive с Дмитрием Медведевым
29 марта 2019 года премьер-министр Медведев впервые провёл трансляцию в социальной сети «ВКонтакте», в ходе которой ответил на вопросы пользователей.

## Критика и протесты
- Почти все национальные проекты, куратором которых выступал Медведев, подвергались критике[28][402][403]
- В опубликованном 10 марта 2010 года обращении российской оппозиции «Путин должен уйти» Дмитрий Медведев назван «послушным местоблюстителем» и «современным Симеоном Бекбулатовичем»[404][неавторитетный источник][значимость факта?].
- Утверждения о несамостоятельности и значительной зависимости Медведева от своего предшественника многократно повторялись во многих СМИ в течение всего срока его правления, но по мнению Алексея Кудрина[405], работавшего в правительстве Путина при президенте Медведеве, эти представления во многом преувеличены:

Считается, что свобода действий Медведева была очень сильно ограничена. Но я был свидетелем выработки и принятия многих ключевых решений. И я могу вас заверить: не являлся Путин таким ограничителем, каким его считают. Да, есть сферы, где они с Путиным принимали решения только вместе. Однако у Медведева было немало возможностей и свободы.

- Директор Института проблем глобализации М. Г. Делягин, оценивая годовой отчёт Дмитрия Медведева о работе правительства (от 17 апреля 2013), высказал мнение, что Медведев показал свою неспособность управлять ничем, даже ходом собственного выступления и, что он является крайне ценным и дефицитным административным ресурсом, грубо называемым козлом отпущения — то есть человеком, которого уволят для поддержания стабильности, когда социально-экономический кризис перейдёт в открытую фазу[406].
- Кортежи Медведева, Путина и других высших лиц государства неоднократно вызывали негативную реакцию автомобилистов, вынужденных часами стоять в пробках из-за перекрытия дороги[407]. В частности, обструкции подвергся проезд Медведева по Санкт-Петербургу 10 октября 2012 года. По словам губернатора города Георгия Полтавченко «… только ленивый не сигналил клаксонами. Стояли люди, поднимали всякие пальцы»[408]
- 17 октября 2012 года пресс-секретари Д. Медведева и В. Путина — Наталья Тимакова и Дмитрий Песков сообщили, что служба безопасности разрабатывает и уже начала использовать альтернативные наземным схемы передвижения кортежей. В частности, с использованием вертолётов[409][410].

### Обвинения ФБК в коррупции и последующие протесты
15 сентября 2016 года Алексей Навальный опубликовал расследование Фонда борьбы с коррупцией, посвящённое предполагаемой даче Медведева — старинной усадьбе Миловка в городе Плёс. Согласно утверждению Навального, опубликовавшего съёмку с воздуха, на территории комплекса, примыкающего к берегу Волги, находятся частная пристань, лыжный склон, три вертолётные площадки, несколько домов, гостиница, крытый и открытый бассейны и другие постройки, а его общая площадь составляет 80 гектаров. Владение окружено забором, главный усадебный дом обнесён ещё одной, внутренней оградой. ФБК оценил затраты на реставрацию усадьбы и остальное строительство в 25—30 миллиардов рублей. Согласно его предположению, территорию приобрёл фонд «Дар», на покупку и благоустройство участка пошли 33 миллиарда рублей, выделенные акционерами компании «Новатэк» на благотворительность. После 2011 года комплекс был передан «Фонду по сохранению историко-культурного наследия» — таким образом, резиденция не находится в собственности Медведева, однако он там регулярно отдыхает. В приобретении территории фондом «Дар», аффилированному с четой Медведевых, Алексей Навальный усматривает признаки коррупции. Через два дня после публикации расследования Навальный заявил, что воздушное пространство над имением было закрыто для полётов.
2 марта 2017 года Алексей Навальный и его «Фонд борьбы с коррупцией» опубликовали фильм-расследование «Он вам не Димон». В фильме рассказывается о предполагаемом имуществе Дмитрия Медведева. По мнению авторов фильма, через благотворительные фонды и организации, юридически оформленные на доверенных лиц Медведева (включая родственников и однокурсников), он владеет дорогой недвижимостью, приобретённой якобы на деньги олигархов и кредиты в «Газпромбанке». Медведев назвал обвинения Навального «лживыми продуктами политических проходимцев».
Согласно расследованию Медузы и настоящего времени 2022 года, на компанию «Техинпро», предположительно, регистрируется недвижимость, которой пользуется Дмитрий Медведев. Так, компания была связана с домом в подмосковном поселке Знаменское, ей принадлежат земельные участки винодельни «Скалистый берег» (ею управляет Илья Медведев), а также 76 % акций этой компании.
22 марта депутат Госдумы РФ от КПРФ Валерий Рашкин направил депутатский запрос главе Следственного Комитета России, а также руководителям ФСБ, МВД России и Прокуратуры с требованием проверить данные о коррупционной деятельности Дмитрия Медведева, о которой рассказано в расследовании ФБК, на что 20 апреля 2017 СК РФ ответил ему, что факты, изложенные в фильме, не являются основанием для начала расследования, а его обращение направлено в Прокуратуру.
26 марта 2017 года в 100 городах России прошли митинги против коррупции в высших эшелонах власти, о которой заявлено в фильме «Он вам не Димон». В выступлениях звучали требования дать ответ на обвинения, выдвинутые лично в отношении председателя правительства. На вопрос «Как Дмитрий Медведев провел этот день?» глава правительства в своём блоге на Instagram ответил «Неплохо, на лыжах покатался», что вызвало критическую реакцию в средствах массовой информации.
5 апреля 2017 года Госдума России отклонила предложение фракции КПРФ проверить материалы, опубликованные Фондом борьбы с коррупцией Алексея Навального, посвящённые Дмитрию Медведеву.
11 апреля 2017 года Алишер Усманов подал судебный иск о клевете к Навальному и ФБК за публикацию «порочащих честь и достоинство» сведений, представленных в фильме «Он вам не Димон». 31 мая 2017 года Люблинский районный суд Москвы удовлетворил этот иск и обязал ответчика удалить все видеоролики и материалы, посвящённые фильму, а также опубликовать опровержение, однако этого сделано не было и фильм до сих пор можно посмотреть на YouTube и прочих видеохостингах.
В феврале 2022 года Роскомнадзор по причине признания ФБК экстремистской организацией потребовал от ряда СМИ удалить публикации о ряде расследований ФБК, включая касающееся Медведева. Из того же письма следует, что соседние участки достались другим российским государственным деятелям — Михаилу Меню, Дмитрию Козаку и Герману Грефу.

### Другие обвинения
Согласно расследованию The Insider на основе взломанной переписки вице-губернатора Московской области Игоря Трескова, с 2002 года Медведев арендует сроком на 49 лет участок в поселке дачного хозяйства «Архангельское» в Красногорском районе рыночной стоимостью около полумиллиарда рублей за полторы тысячи рублей в год, которые также не платит.
В сентябре 2022 года издание «Проект» обвинило Медведева и членов его семьи в пользовании оформленной на офшорную компанию с Каймановых островов 74-метровой яхтой «Вселенная», стоимость которой оценивается примерно в 100 млн долларов. Бенефициар этой компании не установлен, однако, как утверждают источники издания, покупка яхты была оплачена семьёй миллиардера Игоря Юсуфов. На борту судна в 2020 году отдыхал Илья Медведев вместе с сыном Игоря Юсуфова Максимом. Зимой «Вселенная» базировалась в Италии, однако после начала войны, в начале марта, вышла из итальянского порта Империя и ушла в Сочи, где находится до сих пор.

## Личная жизнь

### Семья
Женился в 1993 году на Светлане Линник, с которой учился в одной школе. Жена окончила ЛФЭИ, работает в Москве и занимается организацией общественных мероприятий в Санкт-Петербурге.
Сын Илья (род. 1995), в 2007 и 2008 годах под собственным именем снимался в киножурнале «Ералаш» (выпуски № 206 и № 219). Летом 2012 года сообщалось, что Илья Медведев подавал документы в три российских вуза (МГУ, СПбГУ и МГИМО), но окончательно выбрал в качестве обучения — МГИМО. В конце августа Илья Медведев числился в списках зачисленных на Международно-правовой факультет МГИМО. В списке отмечается, что Илья поступил на общих основаниях по конкурсу (оценки за ЕГЭ — английский язык — 94 балла, обществознание — 83 балла, русский язык — 87 баллов, дополнительный экзамен — 95 баллов из 100 возможных). В 2017 году окончил международно-правовой факультет Московского государственного института международных отношений (МГИМО), его дипломная работа была посвящена акционерным обществам в России и Великобритании и их правовому регулированию. В 2020 году Дмитрий Медведев сказал, что сын «пытается заниматься частными бизнес-проектами, в том числе в сфере цифровой экономики», однако «особых успехов» отец у него «пока не видел». 21 июня 2022 года вступил в партию «Единая Россия», партийный билет вручил зампред Совета Федерации Андрей Турчак. В ходе церемонии сын Дмитрия Медведева заявил, что надеется быть полезным в сферах «детского спорта, здравоохранения и образования, поддержки малого и среднего бизнеса», помочь «наладить все процедуры, связанные с импортозамещением», и отдельно отметил, что «актуальным и интересным» для него является «направление цифровой трансформации — и государства, и партии, и бизнеса (по состоянию на август „Илья Медведев ещё думал“ над тем, чем занять в партии». Согласно расследованию, первым местом работы Ильи Медведева и его девушки Яны Григорян стали компании Алишера Усманова («ВКонтакте» (100 тыс. з/п в месяц), «Мэйл ру» (226 тыс. руб.) и «Коркласс» ИКС Холдинга). После российского вторжения на Украину, США и Канада ввели против Ильи Медведева санкции. Со стороны партии «Единая Россия» координировал разработку сайта для предоставления госуслуг «Я в России» для жителей захваченных Россией территорий Украины. По состоянию на 2024 год значится среди пяти членов совета директоров винодельни «Скалистый Берег», о которой стало известно благодаря расследованию «Он вам не Димон».
Тётя (родная сестра отца) — Светлана Афанасьевна Медведева (род. 1941), кавалер ордена Дружбы народов, отличник просвещения СССР, народный учитель РФ, член Союзов писателей и журналистов России, автор девяти поэтических сборников, два из которых — песенные (написаны в содружестве с композитором Игорем Корчмарским). Живёт в Краснодаре.
Из домашних животных у семьи Медведевых есть кот светло-серого окраса породы невская маскарадная по имени Дорофей и четыре собаки: пара английских сеттеров (брат и сестра — Дэниэл и Джоли), золотистый ретривер Альду и среднеазиатская овчарка. Сеттеры Медведева занимали первое и второе места на выставках.

### Личная собственность
Согласно представленной им в декабре 2007 года в Центризбирком декларации о доходах, Медведев имеет квартиру площадью 367,8 м²; доходы за 2006 год составили 2 млн 235 тыс. рублей.
В конце 2007 года, Д. Медведев подал в ЦИК декларацию о доходах и имуществе. Она почти не отличается от декларации, которую он подал полтора года назад на посту вице-премьера. Дмитрий Анатольевич указал, что совместно с супругой владеет квартирой на Минской улице. Зарегистрирован с 22 августа 2000 года в квартире площадью 364,5 м² в многоквартирном доме в жилом комплексе «Золотые ключи-1» по адресу: Минская улица, дом 1 А, кв. 38. Согласно данным из Единого реестра собственников жилья за 2005 год, в Москве за Дмитрием Медведевым числилась ещё одна квартира по адресу: Тихвинская улица, дом № 4, кв. 35; общая площадь — 174 м².
Медведев с семьёй проживал в президентской резиденции «Горки-9», которую раньше занимал Борис Ельцин с семьёй во время как президентского срока, так и в бытность премьер-министром.
По сообщениям СМИ с 2008 года Медведев с семьёй использует для летнего отдыха реконструированную при его участии старинную усадьбу Миловка в городе Плёс на Волге, которую газета Financial Times называет «резиденцией Медведева» По словам Натальи Тимаковой данная усадьба не принадлежит и не арендуется Медведевым или членами его семьи.
За 2010 год доход Дмитрия Медведева составил 3 378 673,63 руб. На счетах в банках лежит 4 961 528,98 руб. Владеет на условиях аренды земельным участком в России площадью 4700 м². Кроме того, Дмитрию Медведеву принадлежит легковой автомобиль ГАЗ 20 «Победа» 1948 года выпуска.
Доход за 2018 год составил 9,917 миллиона рублей.

### Увлечения
Согласно информации в СМИ (в декабре 2007 года), Дмитрий Медведев с детства увлекался тяжёлым роком, занимался плаванием и йогой.
Дмитрий Медведев известен как активный пользователь продуктов компании Apple.
Так, сообщалось, что Дмитрий Медведев пользовался Apple iPhone уже тогда, когда официально этот телефон в Россию ещё не поставлялся и не был сертифицирован, а в 2010 году российский президент стал обладателем iPad, хотя на территории России в тот момент эти устройства ещё не продавались.
Также в ходе просмотра видеороликов на сайте президента России были обнаружены видеозаписи обращений президента, в которых присутствуют ноутбуки Apple MacBook Pro и более бюджетный вариант MacBook Black. Кроме того, Стив Джобс (глава компании Apple) подарил Дмитрию Медведеву iPhone 4 в июне 2010 года, за день до его появления на прилавках магазинов США.
Известен как болельщик профессионального футбольного клуба «Зенит» Санкт-Петербург, за который болеет всю жизнь.
Любимая рок-группа — Deep Purple. Иногда Дмитрий Медведев слушает музыку группы Linkin Park: её поклонником является сын Дмитрия Анатольевича Илья. Также, среди их совместных музыкальных предпочтений, такие российские исполнители, как: «Машина времени», «Сплин», «Земляне».
Медведев увлекается фотографией. Начал фотографировать ещё в детстве на камеру Смена-8М. Уже будучи президентом, участвовал в выставке фотографии под открытым небом «Мир глазами россиян», проходившей в марте 2010 года на Тверском бульваре в Москве. Сегодня в арсенале Медведева — камеры фирм Leica, Nikon и Canon.
Сам Медведев говорил о своём увлечении фотографией:
Конечно, мне нравится снимать людей. Но снимать людей для меня совсем непросто. Ведь из-за моей работы это будет выглядеть довольно странно, если я в какой-то момент выбегу с камерой и начну кого-то фотографировать. Боюсь, люди меня просто не поймут.
Курить бросил на четвёртом курсе, до этого, по собственному признанию, выкуривал по 5-7 сигарет в день.
Медведев с пониманием относится к распространившемуся в блогосфере обращению «Димон», находя его вполне мягким для Интернета. Так же в зависимости от вкусовых предпочтений к нему могут обращаться одноклассники и однокурсники.

### Отношение к религии и национальному вопросу
По собственному признанию, Дмитрий Медведев — русский, в 23 года по своему собственному решению принял православное крещение «в одном из центральных соборов Петербурга», после чего, как он считает, для него «началась другая жизнь…».
Супруга, Светлана Медведева, — глава попечительского совета целевой комплексной программы «Духовно-нравственная культура подрастающего поколения России», руководство которой осуществляет игумен Киприан (Ященко).
Находясь в ноябре 2007 года в Казани, Дмитрий Медведев заявил: «Увеличение религиозного просвещения — задача и государства, и религиозных объединений, и отечественной системы образования». Там же высказался в поддержку «предложения о предоставлении духовным учебным заведениям права аккредитовывать свою образовательную программу по государственным стандартам». Ожидает, что новый состав Государственной Думы в первоочередном порядке примет закон о государственной аккредитации образовательных программ для негосударственных, в том числе религиозных, учебных заведений. Также в Казани он поддержал предложение представителей мусульманских организаций о том, чтобы предоставлять лидерам традиционных конфессий России право выступать на федеральных телеканалах.
Считает целесообразным присутствие религиозных деятелей в армейской среде.
Выступает за разработку упрощённых механизмов предоставления российского гражданства религиозным деятелям.
24 августа 2009 года в Иволгинском дацане он был провозглашён воплощением Белой Тары — высоко почитаемого воплощения бодхисаттвы в буддизме. После ритуала посвящения, прошедшего без особых церемоний, Дмитрий Медведев сказал:
С уважением отношусь к вашим традициям

### Состояние здоровья
23 августа 2018 года издание «Проект» со ссылкой на источники в Кремле сообщило, что премьер-министр Медведев после своей последней поездки на Камчатку 11 августа пропал из публичного пространства. Все встречи председателя правительства отменялись в последний момент, но не заранее. Позднее пресс-служба председателя Правительства России сообщила, что он получил спортивную травму и на данный момент занимается бумажной работой. 28 августа Медведев впервые появился на публике на встрече с губернатором Нижегородской области Никитиным. Однако пользователи социальных сетей заметили, что премьер-министр стал говорить медленнее и у него изменился голос. Некоторые высказывания Медведева подвергались анализу с позиций психопатологии https://www.researchgate.net/publication/387217902_Mental_Disorders_in_Leaders_and_Ideologists_An_Update

## Звания, награды, чины

### Награды
Награды России
- Орден «За заслуги перед Отечеством» I степени (14 сентября 2015 года) — за выдающиеся заслуги перед государством, большой вклад в социально-экономическое развитие Российской Федерации[492][493]
- Орден «За заслуги перед Отечеством» II степени (2005 год)[494]
- Орден «За заслуги перед Отечеством» III степени (14 сентября 2020 года) — за заслуги перед государством и многолетнюю добросовестную работу[495]
- Медаль «В память 1000-летия Казани» (2005 год)[496]
- Благодарность Президента Российской Федерации (20 мая 2002 года) — за активное участие в подготовке Послания Президента Российской Федерации Федеральному Собранию Российской Федерации на 2002 год[497]
- Благодарность Президента Российской Федерации (8 июля 2003 года) — за активное участие в подготовке Послания Президента Российской Федерации Федеральному Собранию на 2003 год[498]
- Лауреат премии Правительства Российской Федерации в области образования за 2001 год (30 августа 2002 года) — за создание учебника «Гражданское право» для учебных заведений высшего профессионального образования[499]
- Памятная медаль А. М. Горчакова (МИД России, 16 июля 2008 года)[500]
- Краповый берет — за вклад в развитие специальных подразделений внутренних войск (19 ноября 2010 года)[501]

Иностранные награды
- Кавалер Большого креста с бриллиантами ордена «Солнце Перу» (Перу, 2008 год)[502][503].
- Большая цепь ордена Освободителя (Венесуэла, 2008 год)[504][505].
- Юбилейная медаль «10 лет Астане» (Казахстан, 2008 год)[506].
- Золотой ключ Мадрида (Испания, 2 марта 2009 года)[507].
- Золотые медали Сената и Конгресса Генеральных Кортесов (Испания, 3 марта 2009 года)[508].
- Отличие «Именное огнестрельное оружие» (Украина, 10 августа 2010 года)[509]
- Отличие «Именное огнестрельное оружие» (Украина, 1 сентября 2011 года)[510]
- Большой крест ордена Макариоса III (Республика Кипр, октябрь 2010 года)[511]
- Орден Звезды Палестины (Палестинская национальная администрация, 2011 год)[512][513]
- Орден Славы (Армения, 4 октября 2011 года) — за укрепление традиционных дружественных связей между народами Армении и России, углубление и расширение союзнических стратегических отношений между Республикой Армения и Российской Федерацией, а также за большой личный вклад в дело защиты мира и международной безопасности[514][515].
- Орден «Данакер» (Кыргызстан, 12 сентября 2015 года) — за значительный вклад в развитие стратегического сотрудничества между Кыргызской Республикой и Российской Федерацией, а также укрепление всесторонних связей между народами двух стран[516][517].
- Орден «Уацамонга» (Южная Осетия, 23 августа 2018 года) — в признание выдающихся заслуг в отражении вооружённой агрессии Грузии против Республики Южная Осетия, а также личного вклада в утверждение независимости Республики Южная Осетия[518][519].
- Орден «Уацамонга» (Южная Осетия, 23 августа 2023 года) — в признание выдающихся заслуг в отражении вооруженной агрессии Грузии против Республики Южная Осетия, а также личного вклада в утверждение независимости Республики Южная Осетия[520]

Конфессиональные награды
- Звезда ордена святого апостола Марка (Александрийская православная церковь, 2009 год)[521].
- Орден Святого Саввы первой степени (Сербская православная церковь, 2009 год)[522].
- Орден Преподобного Сергия Радонежского II степени (Русская православная церковь, 2021 год) — за помощь в восстановлении Воскресенского Ново-Иерусалимского ставропигиального монастыря в Московской области[523].

Почётные учёные звания
- Почётный доктор права юридического факультета СПбГУ[524].
- Почётный доктор Университета мировой экономики и дипломатии при МИД Узбекистана (2009 год) — за большие заслуги и вклад в развитие и укрепление отношений, дружбы и сотрудничества между Россией и Узбекистаном[525].
- Почётный доктор Бакинского государственного университета (Азербайджан, 3 сентября 2010 года) — за заслуги в развитии образования и укреплении российско-азербайджанских отношений[526].
- Почётный доктор юридических наук университета «Коре» (Республика Корея, 2010 год)[527].

Премии
- Лауреат премии «Фемида» за 2007 год в номинации «Государственная служба» «за большой личный вклад в разработку четвёртой части Гражданского кодекса и за личное представление законопроекта в Госдуме».[528].
- Лауреат премии Международного Фонда единства православных народов «За выдающуюся деятельность по укреплению единства православных народов. За утверждение и продвижение христианских ценностей в жизни общества» имени Святейшего Патриарха Алексия II за 2009 год (21 января 2010 года)[529][530].

Иные награды
- Почётная грамота Совета коллективной безопасности Организации Договора о коллективной безопасности (20 декабря 2011 года) — за активную и плодотворную работу по развитию и углублению военно-политического сотрудничества в рамках Организации Договора о коллективной безопасности[531].
- Медаль «Символ Науки» (2007 год).
- «Золотой крест» Союза армян России — за большой вклад в реализацию приоритетных национальных проектов и серьёзных достижения в их осуществлении в сфере образования, здравоохранения, социального обеспечения и единой государственной демографической и миграционной политики[532].

### Классный чин
- С 17 января 2000 года — Действительный государственный советник Российской Федерации 1 класса[533]

### Воинское звание
- Полковник запаса[534]

## Факты
- В 2009 году во время саммита G-20 в Лондоне телефон Дмитрия Медведева подвергся прослушке американской разведкой[535].
- В честь Дмитрия Медведева в январе 2012 года была названа одна из улиц палестинского города Иерихон[536].

## Публикации

### Статьи
- Иванов А. А., Медведев Д. А. Венедиктовские чтения // Известия высших учебных заведений. Правоведение. — 1988. — № 2. — С. 99—102.
- Медведев Д. А. Правовые вопросы коммерческого кредитования в СССР // Известия высших учебных заведений. Правоведение. — 1989. — № 4. — С. 49—58.
- Иванов А. А., Медведев Д. А. Право государственного предприятия на имущество. Статья первая. Опыт исторической характеристики // Известия высших учебных заведений. Правоведение. — 1990. — № 6. — С. 3—12.
- Иванов А. А., Медведев Д. А. Право государственного предприятия на имущество. Статья вторая. Современные тенденции // Известия высших учебных заведений. Правоведение. — 1991. — № 1. — С. 3—15.
- Медведев Д. А. Вопросы ценных бумаг // Известия высших учебных заведений. Правоведение. — 1992. — № 1. — С. 113—115.
- Медведев Д. А. Российский закон о залоге // Известия высших учебных заведений. Правоведение. — 1992. — № 5. — С. 13—21.
- Медведев Д. А. О правовой природе закладной // Очерки по торговому праву. — 1998. — № 5. — С. 27.
- Медведев Д. А. Понятие и виды алиментного обязательства // Гражданское право. — 1998. — № 3. — С. 454.
- Огнянников Г., Медведев Д. Современные формы розничной торговли. Состояние и перспективы на российском рынке // Рынок ценных бумаг. — 2009. — № 9. — С. 45.
- Медведев Д. А. Гражданский кодекс России — его роль в развитии рыночной экономики и создании правового государства // Вестник гражданского права. — 2007. — Т. 7, № 2. — С. 6—17.
- Медведев Д. А. Гражданский кодекс России — его роль в развитии рыночной экономики и создании правового государства (доклад 25 апреля 2007 г.) // Вестник Высшего арбитражного суда Российской Федерации. — 2007. — № 7. — С. 5—15.
- Иванов А. А., Медведев Д. А. Право государственного предприятия на имущество // Известия высших учебных заведений. Правоведение. — 2010. — № 6. — С. 10.
- Медведев Д. А. Конституция, функции Правительства России и эффективные технологии управления // Закон. — 2013. — № 12. — С. 32—40.
- Medvedev D. A new reality: Russia and global challenges (англ.) // Russian Journal of Economics. — 2015. — Vol. 1, no. 2. — P. 109—129.
- Медведев Д. А. Новая реальность: Россия и глобальные вызовы // Вопросы экономики. — 2015. — № 10. — С. 5—29.
- Medvedev D. Social and economic development of Russia: Finding new dynamics (англ.) // Russian Journal of Economics. — 2016. — Vol. 2, no. 4. — P. 327—348.
- Медведев Д. А. Социально-экономическое развитие России: обретение новой динамики // Вопросы экономики. — 2016. — № 10. — С. 5—30.
- Медведев Д. А. 25 лет Конституции: баланс между свободой и ответственностью // Закон. — 2018. — № 12. — С. 8—16.
- Медведев Д. А. Россия-2024: стратегия социально-экономического развития // Вопросы экономики. — 2018. — № 10. — С. 5—28.
- Medvedev D. Security Cooperation during the Novel Coronavirus Pandemic (англ.) // Russia in Global Affairs. — 2020. — Vol. 18, no. 3 (71). — P. 10—22.
- Медведев Д. А. Сотрудничество в сфере безопасности в период пандемии нового коронавируса // Россия в глобальной политике. — 2020. — Т. 18, № 4 (104). — С. 8—21.

### Книги
- Гражданское право: Учебник в 3 ч. / под ред. А. П. Сергеева, Ю. К. Толстого. — М.: Проспект, 1996—1998.
- Медведев Д. А. Вопросы национального развития России. — М.: URSS, 2007. — 217 с. — ISBN 978-5-9710-0159-1.
- Медведев Д. А. Национальные приоритеты: статьи и выступления. — М.: Европа, 2008. — 502 с. — ISBN 978-5-9739-0150-9.
- Медведев Д. А. Россия: становление правового государства : выступления, статьи, документы. — М.: Юридическая литература, 2010. — 217 с. — ISBN 978-5-9710-0159-1.
- Медведев Д. А. Из окна : фотоальбом. — М.: Художественная литература, 2012. — 224 с.
- Медведев Д. А. Чёрно-белый альбом = Black and white album. — СПб.: Славия, 2015. — 239 с. — ISBN 978-5-9501-0228-8.

## Фильмография
- 2010 — «Ёлки» — камео[537]